# Jeu vidéo indépendant
Vous lisez un « bon article » labellisé en 2022.
Ne doit pas être confondu avec jeu vidéo amateur ou jeu vidéo open source.
Un jeu vidéo indépendant est un jeu vidéo créé généralement par des individus ou des équipes de développement relativement petites et sans le soutien financier d'un grand éditeur de jeux vidéo. Il s'oppose donc en ce sens à la plupart des jeux dits « AAA » ou triple-A, mais le terme « indépendant » peut s'appliquer à d'autres scénarios où le développement du jeu présente une certaine indépendance créative par rapport à un éditeur, ce dernier aidant à financer ou à distribuer un jeu. En raison de leur indépendance et de leur liberté de développement, les jeux indépendants se concentrent souvent sur l'innovation, proposant un gameplay expérimental ou des prises de risques qui ne sont généralement pas proposés dans les jeux AAA. Ils peuvent aussi explorer le médium pour produire des expériences uniques comme le cadre d'art games ou de non-jeux. Les jeux vidéo indépendants ont tendance à être vendus à travers des canaux de distribution numériques plutôt qu'au détail en raison du manque de soutien d'un éditeur. Le terme revêt donc une signification synonyme de celui de musique indépendante ou de cinéma indépendant dans ces médias respectifs.
Le développement de jeux indépendants est né de l'apparition de la programmation informatique amatrice après l'introduction de l'ordinateur personnel et du langage informatique BASIC dans les années 1970 et 1980. Des amateurs codent ainsi leurs propres jeux et utilisent la vente par correspondance pour distribuer leurs créations, puis ils se tournent vers d'autres méthodes de distribution de logiciels lorsqu'apparaît Internet dans les années 1990, comme les sharewares (ou partagiciels) et le partage de fichiers. L'intérêt pour la programmation amatrice diminue toutefois pendant quelques années en raison de la hausse des coûts de développement, notamment à cause des graphismes 3D ou en raison de problèmes de compatibilité avec les consoles de salon, mais surtout de la concurrence des grands éditeurs de jeux vidéo. Une scène se développe également au Japon par le biais des dōjin (同人), notamment incarnée par le succès de la série Touhou Project (1996).
Les caractéristiques contemporaines de la scène du jeu indépendant résultent d'une combinaison, au milieu des années 2000, de nombreux facteurs — notamment techniques, économiques et sociaux — qui rendent les jeux indépendants moins coûteux à créer et à distribuer, tout en étant visibles par un public très large. La réussite de certains d'entre eux renforce par ailleurs l'intérêt des joueurs pour ce domaine et est favorisée par l'existence de plateformes de vente numérique de jeux vidéo comme Steam, du financement participatif pour aider les nouvelles équipes à lancer leurs jeux, ou d'outils de développement peu onéreux voire open source.
Vers 2015, le nombre croissant de jeux indépendants publiés fait craindre une « indiepocalypse », c'est-à-dire une offre excédentaire de jeux qui rendrait l'ensemble du marché non rentable. Bien que l'effondrement n'arrive finalement pas, la quasi-totalité des jeux indépendants demeurent non rentables. Des exemples de jeux indépendants à très grand succès sont Cave Story (2004), Braid (2008), Castle Crashers (2008), Minecraft (2009), Super Meat Boy (2010), Fez (2012), Shovel Knight (2014), Undertale (2015), Stardew Valley (2016), ou Cuphead (2017).

## Définition

### Généralités
Le terme de jeu vidéo indépendant provient avant tout des expressions précédemment existantes de cinéma indépendant et de musique indépendante, où le concept est souvent lié à l'autoédition et à l'indépendance des grands studios ou distributeurs : ses conditions de développement doivent donc être bien en dehors des limites du développement de jeux triple-A par les grands éditeurs et studios de développement,,,,. Une définition simple, donnée par Laura Parker pour GameSpot, est que « le développement indépendant de jeux vidéo consiste à créer des jeux sans le soutien des éditeurs », mais cela ne couvre pas toutes les situations,. Pour Michel Ancel, créateur de la série Rayman, l'expression devrait être renommée par « jeu vraiment innovant » afin de s'affranchir de la considération du coût de production. Dan Pearce d'IGN déclare quant à lui que le seul consensus sur ce qui constitue un jeu indépendant est une évaluation de type « je le sais quand je le vois », car aucune définition unique ne peut capturer quels jeux sont largement considérés comme indépendants.

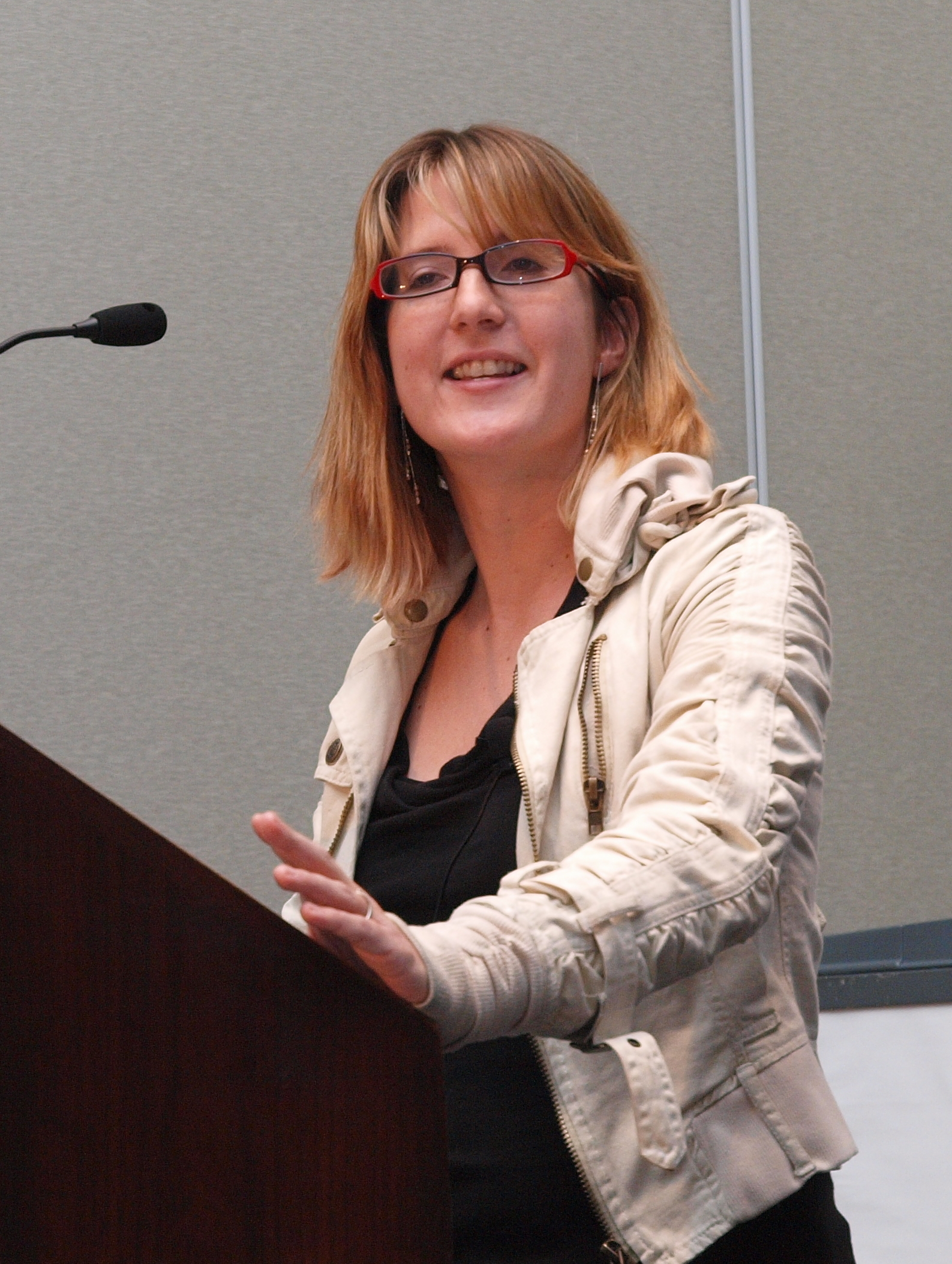
Kellee Santiago, présidente de thatgamecompany, considère que son jeu Journey (2012) est indépendant malgré le soutien financier de Sony, grâce à la liberté créative qui leur a été laissée.

Néanmoins, les jeux vidéo indépendants partagent généralement certaines caractéristiques communes. Une méthode pour définir un jeu indépendant est la nature de son indépendance, qui peut être :
- financière : dans de telles situations, les développeurs payent le développement et/ou la publication du jeu eux-mêmes ou à partir d'autres sources de financement telles que le financement participatif, et plus précisément sans le soutien financier d'un grand éditeur[1],[3] ;
- créative : dans ce cas, les développeurs conçoivent leur jeu sans aucune surveillance ni influence directionnelle d'un tiers, tel qu'un éditeur[9].

Jesper Juul, professeur associé à l'Académie royale des beaux-arts du Danemark et spécialiste du marché du jeu vidéo, écrit dans Handmade Pixels que la définition d'un jeu indépendant est vague et dépend de différentes considérations avant tout subjectives. Il classe trois façons dont les jeux peuvent être considérés comme indépendants : ceux qui sont financièrement indépendants des grands éditeurs, ceux qui sont esthétiquement indépendants et sensiblement différents des styles artistiques ou visuels traditionnels utilisés dans les jeux AAA, et enfin ceux qui présentent des idées culturelles indépendantes de jeux vidéo grand public. Toutefois, l'étiquetage d'un jeu comme « indépendant » peut toujours être très subjectif et aucune règle unique n'aide à distinguer les jeux indépendants des autres.

### Indépendance financière
Les développeurs de jeux indépendants ne sont souvent pas soutenus financièrement par les éditeurs de jeux vidéo, ceux-ci ayant une aversion pour le risque et préférant les « jeux à gros budget » ou ceux faisant partie de séries, telles que FIFA, Assassin's Creed ou Call of Duty,. Au lieu de cela, les développeurs de jeux indépendants ont généralement des budgets plus petits, s'approvisionnant à partir de fonds personnels ou via le financement participatif,,,,. Étant indépendants financièrement, les développeurs n'ont pas d'intérêts particuliers à servir ou de limitations créatives,,,. Ils n'ont pas non plus besoin de l'approbation d'un éditeur comme le font généralement les développeurs de jeux grand public,.
Un autre moyen d'évaluer un jeu comme indépendant consiste à examiner son équipe de développement : en règle générale, les jeux indépendants sont d'une envergure plus petite que les titres grand public et tendent à être développés par des individus, de petites équipes ou de petites entreprises indépendantes qui sont souvent spécifiquement formées pour le développement d'un jeu vidéo en particulier,,,. De plus, des équipes de plus petite taille augmentent en pratique l'implication individuelle de chacun.
Cependant, cette vision n'est pas exhaustive, car il existe de nombreux cas de jeux où le développement n'est pas totalement indépendant d'un éditeur majeur, mais le jeu reste considéré par la majorité des observateurs comme indépendant. C'est par exemple le cas de Journey (2012), qui a été créé par thatgamecompany mais avec le soutien financier de Sony : la présidente du studio Kellee Santiago estime qu'ils restent indépendants car ils ont pu innover sur leur jeu sans l'implication de Sony. D'une autre façon, Bastion (2011) est développé par Supergiant Games mais avec une publication par Warner Bros., principalement pour éviter les difficultés avec le processus de certification sur Xbox Live ; Greg Kasavin de Supergiant note qu'il considère toutefois le studio comme indépendant car ils n'ont aucune société mère,. Finalement, Dave the Diver (2023) a été développé par Mintrocket, un studio de trente personnes détenu par le grand groupe coréen Nexon. Malgré cette propriété d'entreprise et le studio lui-même affirmant ne pas se considérer comme un studio indépendant, l'approche du jeu — considérée comme moins traditionnelle — et son style 8 bits font qu'il est considéré comme un jeu indépendant par l'industrie, y compris en étant nommé dans la catégorie Meilleur Jeu Indépendant aux Game Awards 2023,.

### Indépendance créative
Un autre angle pour évaluer un jeu en tant qu'indépendant est son degré d'innovation et son expérimentation artistique — parfois jusqu'à aller à un non-jeu (en anglais : non-game) —, facteurs rendus possibles par de petites équipes libres de tout contrôle financier et créatif. Cette définition reflète un « esprit indépendant » qui est diamétralement opposé à la culture d'entreprise du développement AAA et rend ainsi un jeu « indie »,,,,,,.

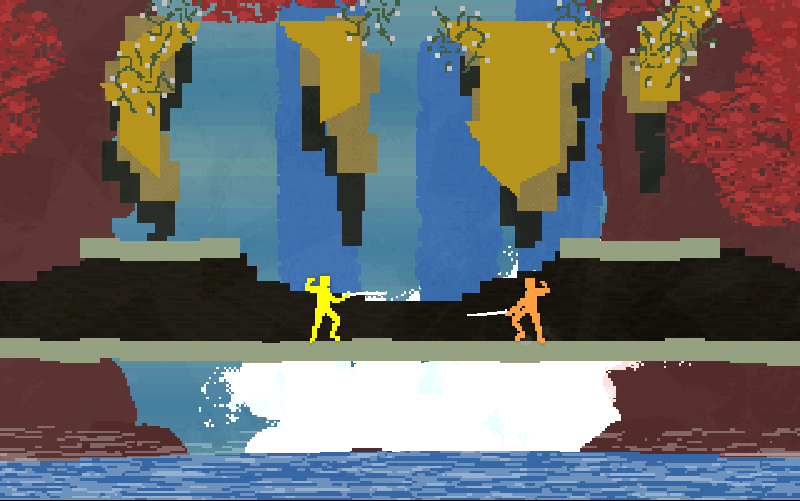
Nidhogg (2014) est un exemple de jeu indépendant qui s'appuie sur un style 8 bits rétro des années 1980 avec du pixel art.

Les développeurs ayant une capacité limitée à créer des graphismes peuvent compter sur l'innovation du gameplay. Cela conduit souvent à des jeux indépendants ayant un style rétro des générations 8 bits et 16 bits, avec des graphismes plus simples optant pour un style 8 bits mais néanmoins avec des mécanismes plus complexes,. Les jeux indépendants peuvent appartenir aux genres de jeux classiques, mais des innovations en matière de gameplay sont souvent observées,. Cependant, être « indie » n'implique pas forcément que le jeu se concentre sur l'innovation,.
La liberté financière induit souvent une liberté de ton qui permet en conséquence d'aborder des thèmes moins consensuels ou politiques, comme les migrations humaines ou l'homosexualité.

### Types de développement proches
Certains jeux ne sont pas aussi volumineux que la plupart des jeux triple-A, mais sont développés par de plus grands studios indépendants avec ou sans le soutien de l'éditeur. Ils peuvent ainsi appliquer les principes de conception triple-A en raison de l'expérience de l'équipe, et ainsi être appelés « triple I », reflétant le juste milieu entre ces extrêmes,.
Une autre distinction par rapport aux jeux indépendants est ceux considérés comme double A (« AA »), qui ont tendance à être des studios de taille moyenne à grande allant de 50 à 100 membres d'équipe. Ce type d'équipe demeure plus grand que celles généralement associés aux jeux indépendants, qui fonctionnent souvent selon des pratiques similaires. Ils travaillent souvent avec des pratiques similaires aux studios triple A, mais conservent toujours le contrôle créatif de leurs titres auprès d'un éditeur,.
Finalement, les jeux indépendants sont à distinguer des jeux vidéo open source. Ces derniers sont des jeux développés avec l'intention de publier le code source et d'autres actifs sous une licence open source. Alors que bon nombre des principes utilisés pour développer des jeux open source sont les mêmes que pour les jeux indépendants, les premiers ne sont pas développés à des fins commerciales mais plutôt comme une activité amatrice ou comme un hobby. Cependant, les ventes commerciales ne sont pas une exigence pour un jeu indépendant et ces jeux peuvent être proposés en tant que freeware, comme avec Spelunky (2008) sur sa version originale, le prototype sur PICO-8 de Celeste (2018) ou encore l'édition de base de Dwarf Fortress (2006),.

## Histoire
Le début exact de l'histoire du développement de jeux indépendants est difficile déterminer en raison de l'étendue de la définition ce qui définit un jeu indépendant. De plus, le terme n'est pas vraiment utilisé avant le début des années 2000, d'autres termes tels que logiciels ou jeux amateurs lui étant préférés,,.
De façon plus contemporaine, des termes tels que développement amateur ou « hobbyist » reflètent davantage ceux qui créent des mods pour des jeux existants ou travaillent avec des technologies ou des parties de jeu spécifiques plutôt que le développement de jeux complets,. Ces amateurs produisent généralement des produits non commerciaux, voire open source, mais peuvent s'étendre de novices à des vétérans de l'industrie.

### Codeurs BASIC et«de chambre»(années 1970 à 1980)

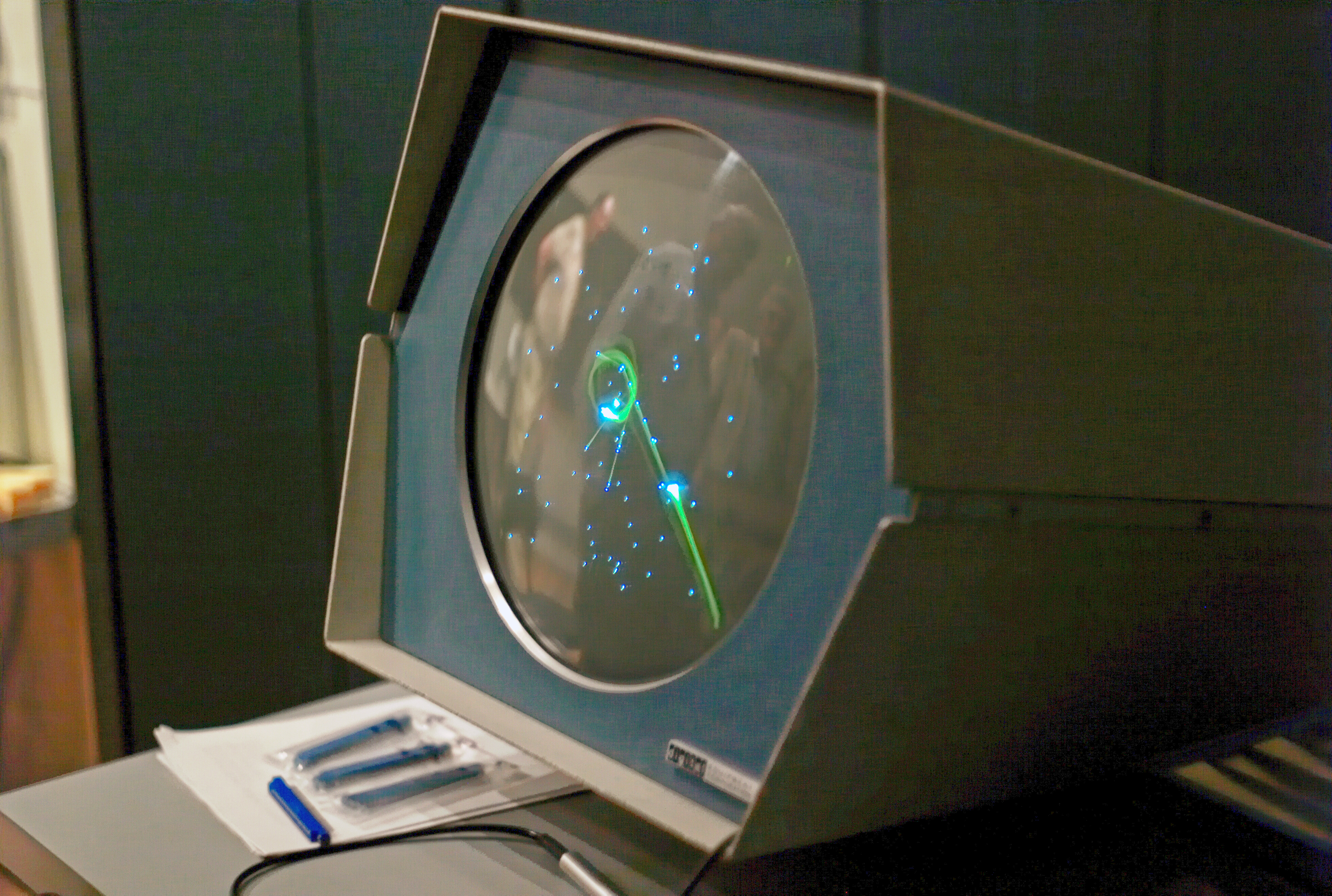
Spacewar! (1962) sur l'ordinateur PDP-1, un des premiers jeux vidéo ayant eu un développement qualifiable d'indépendant.

Il existe un débat quant à savoir si le développement indépendant a commencé avant les ordinateurs personnels avec des jeux développés pour les ordinateurs centraux dans les universités et autres grandes institutions. Par exemple, des jeux comme Spacewar! (1962) ne sont pas financés par de grosses structures d'édition et sont réalisés par une petite équipe, mais il manque à l'époque un secteur commercial de l'industrie du jeu vidéo pour pouvoir distinguer des œuvres indépendantes,. Cependant, l'un des premiers exemples connus de jeux développés sous contrat pour ces systèmes est celui de Joyce Weisbecker, qui se considère comme la première développeuse indépendante de l'histoire grâce à ses plusieurs jeux créés pour la console RCA Studio II en 1976 en tant qu'entrepreneur indépendant pour RCA.
Lorsque les premiers ordinateurs personnels sortent en 1977, ils comprennent chacun une version préinstallée du langage informatique BASIC ainsi que des exemples de programmes, y compris des jeux, pour montrer ce que les utilisateurs peuvent faire avec ces systèmes. Alors que les fabricants publient également des jeux commerciaux pouvant être achetés pour les ordinateurs, la disponibilité du BASIC conduit les gens à essayer de créer leurs propres programmes. Les ventes de la réédition de 1978 du livre BASIC Computer Games de David H. Ahl, qui comprend le code source de plus d'une centaine de jeux, dépassent par exemple le million d'exemplaires. La disponibilité de BASIC inspire un certain nombre de personnes à commencer à développer leurs propres jeux,.

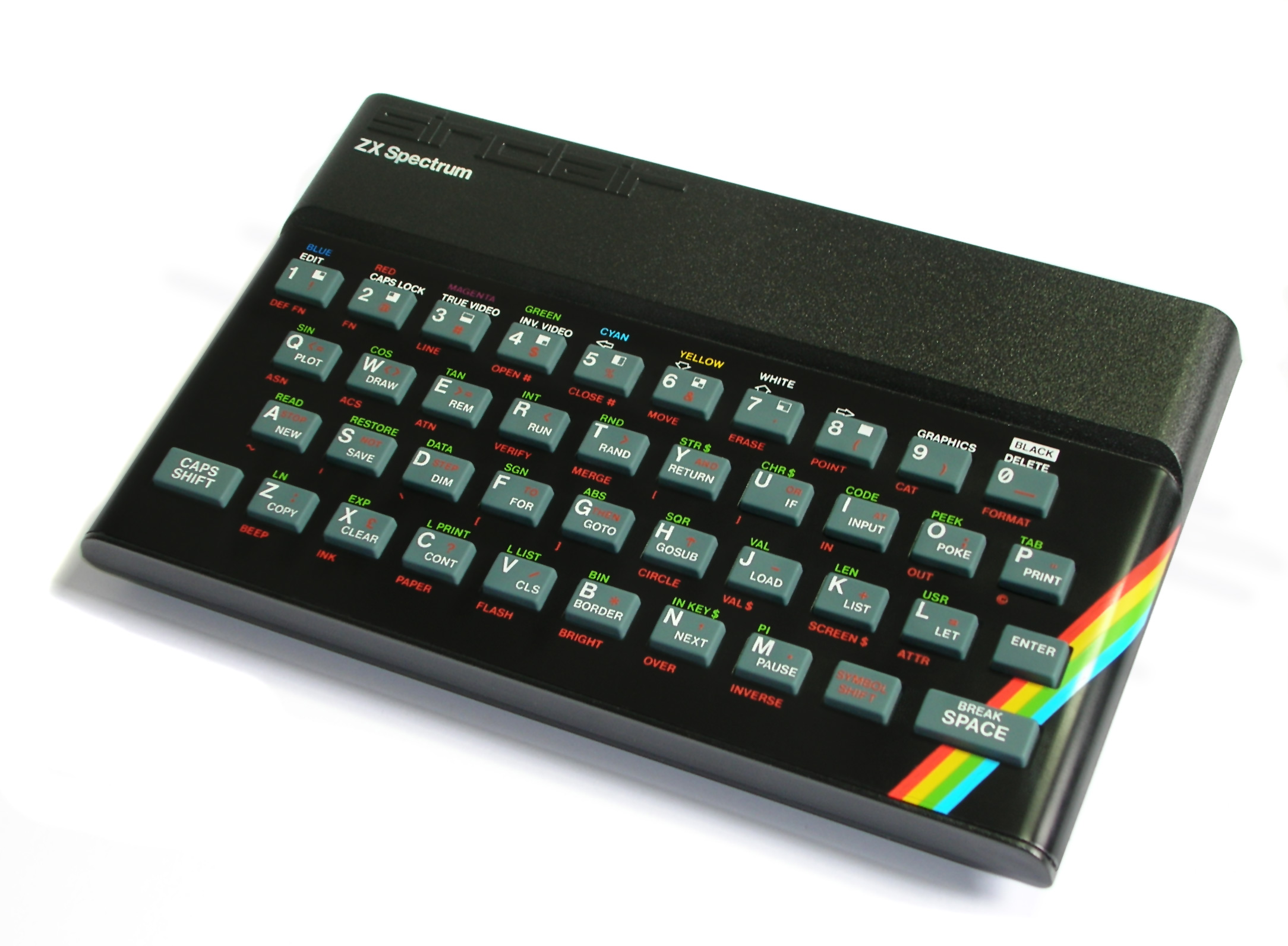
Le ZX Spectrum est populaire parmi les programmeurs amateurs britanniques et aide à lancer l'industrie du jeu vidéo dans les années 1980 au Royaume-Uni.

Alors que le secteur commercial de l'industrie du jeu vidéo se concentre sur le marché croissant des consoles de jeux vidéo domestiques de la fin des années 1970 au début des années 1980, un certain nombre de jeux pour ordinateurs personnels sont lancés par des équipes d'une ou deux personnes, puis auto-distribués dans les magasins ou vendus par correspondance,. C'est particulièrement vrai au Royaume-Uni, où les consoles de jeux vidéo n'ont alors pas autant gagné en popularité qu'aux États-Unis, par exemple. Là, les premiers micro-ordinateurs tels que le ZX Spectrum sont populaires, ce qui favorise la création d'une gamme de « codeurs de chambre » (« bedroom coders ») qui contribue à l'initialisation de l'industrie du jeu vidéo au Royaume-Uni,. En 1984, cette dernière devient même encombrée de nombreuses équipes de développement professionnelles créant des jeux à un rythme soutenu. Le développeur de jeux Chris Crawford met alors en garde les petits développeurs potentiels loin des perspectives commerciales du domaine après 1984, :

« Je vais rappeler la triste vérité. Nous avons pratiquement dépassé la période où les amateurs pouvaient encore mettre sur pied un jeu qui aurait des perspectives commerciales. Il est beaucoup plus difficile de pénétrer le marché, et encore plus d'y rester. À l'heure actuelle… Je découragerais quiconque. Si vous voulez faire un jeu, faites-le pour le plaisir, mais n'essayez pas de concevoir des jeux pour gagner de l'argent. Les chances sont tellement contre l'individu que je ne voudrais pas briser le cœur de qui que ce soit. »,

— Chris Crawford
Au cours de cette période, l'idée que les jeux indépendants peuvent fournir des concepts de gameplay expérimentaux ou démontrer un attrait artistique est déjà établie. Des jeux des codeurs de chambre du Royaume-Uni, tels que Manic Miner (1983) de Matthew Smith, incorporent la bizarrerie de l'humour britannique en faisant des jeux très expérimentaux,. D'autres jeux comme Alien Garden (1982) montrent un gameplay innovant. La société de développement Infocom fait par ailleurs la publicité de ses jeux de fiction interactifs basés sur du texte en vantant l'imagination des joueurs, à une époque où les jeux d'action axés sur les graphismes sont très courants.
Par ailleurs, le krach du jeu vidéo de 1983, notamment symbolisé par l'enfouissement de jeux vidéo par Atari, permet un développement des parts de marché du PC. Il se déroule dans le même temps une démultiplication de codeurs de chambre utilisant des ordinateurs personnels ZX81 ou Commodore VIC-20 pour développer leurs propres jeux, comme l'alors très populaire Football Manager (1982) de Kevin Toms.

### Shareware et poursuite de la console (années 1990)
Au milieu des années 1990, la reconnaissance de l'ordinateur personnel comme une option de jeu viable et les progrès technologiques qui conduisent aux graphismes 3D créent de nombreuses opportunités commerciales pour les jeux vidéo. En conséquence, la dernière partie des années 1990 voit une forte diminution de la visibilité des jeux des studios avec de petites équipes car celles-ci ne peuvent plus rivaliser facilement en termes de coûts, de rapidité et de distribution comme le pourrait une entité commerciale plus grande ; de plus, la distribution physique est très défavorable pour de petits éditeurs en imposant de faibles marges et de larges coûts en cas d'absence de succès pour le jeu. L'industrie commence en conséquence à se regrouper autour d'éditeurs de jeux vidéo qui peuvent payer de plus grandes équipes de développeurs pour créer des jeux, tout en pouvant gérer les coûts de marketing et de publication ainsi que les opportunités de franchisation des séries de jeux. Les éditeurs ont également tendance à avoir une aversion au risque en raison des coûts de production élevés, et ils rejettent donc tous les concepts de petite taille et trop innovants des petits développeurs de jeux. Le marché se fracture aussi en raison de la prévalence des consoles de jeux vidéo différentes, qui nécessitaient chacun des kits de développement de jeux coûteux ou difficiles à acquérir restaient donc généralement réservés aux grands développeurs et éditeurs,,.

Un raycasting similaire à celui du moteur de jeu de Wolfenstein 3D (1992), un des jeux ayant popularisé le shareware.

Toutefois, des développements importants restent faits par de petites équipes, ce qui jette les bases des jeux indépendants à venir. Le shareware devient par exemple un moyen populaire de distribuer des démos ou des jeux partiellement complets dans les années 1980 et dans les années 1990, les joueurs pouvant ensuite acheter le jeu complet auprès du fournisseur après l'avoir essayé. Comme ces démos sont généralement gratuites à distribuer, les compilations de démos de shareware sont fréquemment incluses dans les magazines de jeux à cette époque, offrant un moyen facile et peu onéreux aux développeurs amateurs d'être reconnus. La possibilité de produire de nombreuses copies de jeux, même s'il ne s'agissait que de versions shareware/démo, à faible coût contribue à propulser l'idée du PC en tant que plate-forme de jeu,. À l'époque, le shareware est encore associé aux programmeurs amateurs, mais avec les sorties de Wolfenstein 3D en 1992 et Doom en 1993, le shareware commence à être considéré comme une plate-forme viable pour des titres des développeurs grand public,,.

### Montée en puissance des jeux indépendants issus de la distribution numérique (2000−2005)

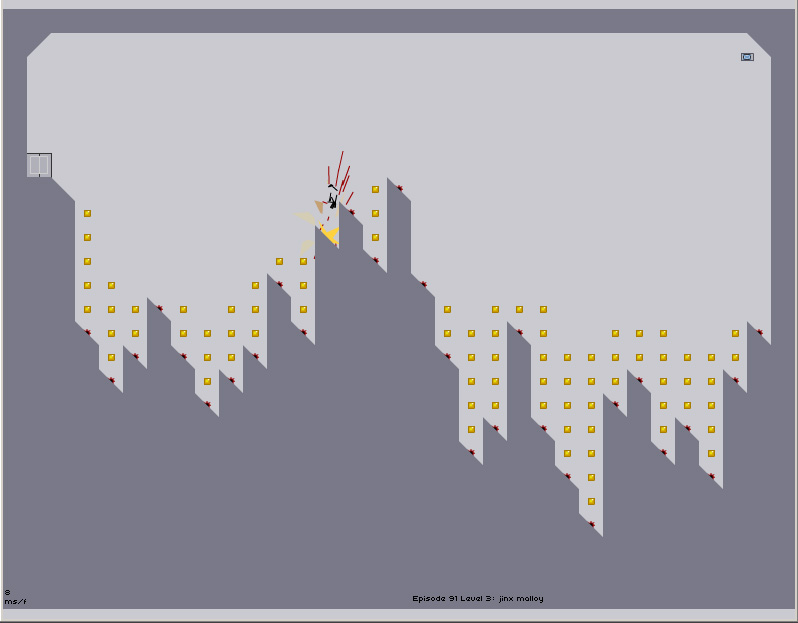
N, un jeu par navigateur de 2004 qui est ensuite développé en un jeu indépendant commercialisé, N++ en 2015.

La vision commune des jeux indépendants sur ordinateur personnel prend forme au début des années 2000 grâce à plusieurs facteurs. La clé est notamment la possibilité de distribution numérique permise par Internet, permettant aux développeurs de jeux de vendre directement aux joueurs et de contourner les limites de la distribution au détail et le besoin d'un éditeur. Les technologies logicielles utilisées pour stimuler la croissance du World Wide Web, comme Adobe Flash, sont de plus disponibles à faible coût pour les développeurs et donc essentielles au développement du milieu du jeu indépendant,,. Des initiatives le site Newsgrounds, de Tom Fulp, permettent aussi à des développeurs d'héberger et de distribuer leurs jeux gratuitement sur Internet.
Toutefois, le coût de développement peut rester élevé en raison de la rapide évolution des technologies, celles-ci pouvant devenant devenir obsolètes au cours du développement d'un seul jeu. Le nouvel intérêt pour les jeux indépendants conduit donc les développeurs de middleware et de moteurs de jeu à proposer leurs produits à faible coût ou gratuitement pour le développement indépendant, en supplément des bibliothèques et des moteurs open source. Des logiciels dédiés comme GameMaker et des outils pour moteurs de jeu unifiés comme Unity et Unreal Engine suppriment une grande partie des barrières de programmation qui s'imposaient auparavant aux développeurs indépendants,,. Les possibilités de réussite commerciale des jeux indépendants à ce stade aident à les distinguer de tout jeu amateur antérieur.
D'autres changements dans l'environnement commercial sont considérés comme des moteurs de l'essor des jeux indépendants dans les années 2000. Bon nombre des jeux indépendants de cette période sont considérés comme l'antithèse des jeux grand public et mettent même en évidence leur indépendance. Beaucoup d'entre eux adoptent par exemple une approche de style rétro pour leur conception ou leur art (comme avec un style 8 bits) tel Cave Story en 2004, qui s'avère très populaire auprès des joueurs,. Les changements sociaux et politiques conduisent également à l'utilisation de jeux indépendants non seulement à des fins de divertissement, mais aussi comme moyen de transmission d'un message contrairement aux titres grand public qui sont généralement plus lisses,. En comparant les jeux indépendants au cinéma indépendant et à l'état de leurs industries respectives, la montée du jeu indépendant se produit à peu près au même moment relatif de l'explosion exponentielle de son marché, ce qui implique que le jeu indépendant est parfois vu comme une ramification des œuvres grand public.

### Industrie en mutation et visibilité accrue (2005-2014)
Les jeux indépendants voient leur visibilité augmenter considérablement au sein de l'industrie du jeu vidéo et du reste du monde à partir d'environ 2005. Un moteur clé est la transition vers de nouvelles méthodes de distribution numérique avec des vitrines de vente de jeux vidéo en ligne comme Steam, qui proposent dès lors des jeux indépendants aux côtés de titres AAA traditionnels,. Des vitrines spécialisées pour les jeux indépendants sont aussi disponibles, comme itch.io ou Xbox Live Indie Games. Alors que la distribution directe en ligne aide les jeux indépendants à atteindre les joueurs, ces vitrines permettent de plus aux développeurs de publier, mettre à jour et annoncer leurs jeux directement aux joueurs ; la vitrine gère autrement tous les facteurs de distribution, téléchargement, et de vente,,,,. Même si la plus grosse vitrine Steam commence initialement avec un processus de sélection des jeux assez lourd, elle permet finalement la publication indépendante avec ses programmes Steam Greenlight et Steam Direct, augmentant en conséquence considérablement le nombre de jeux disponibles,.

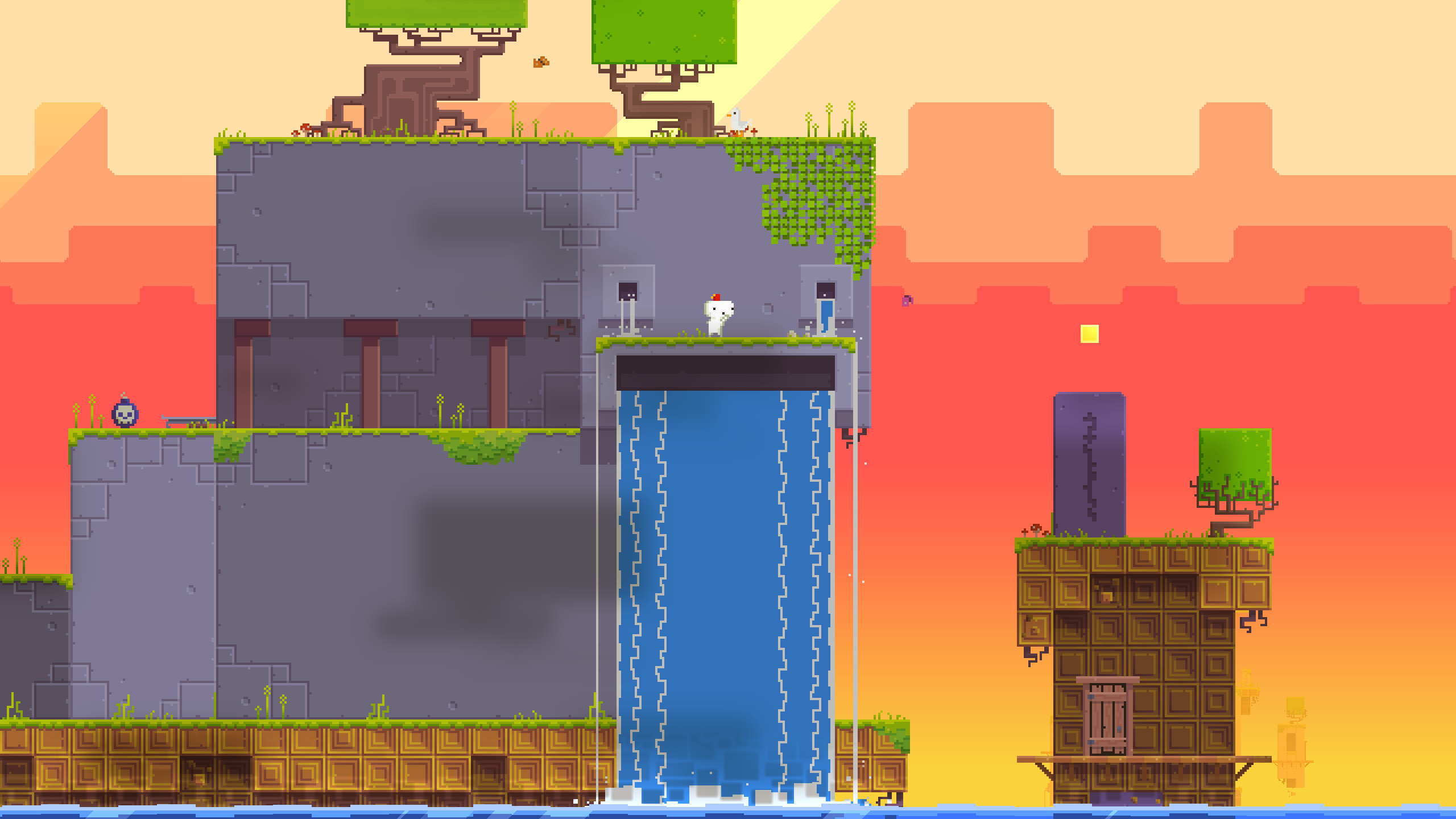
Fez (2012) est l'un des jeux indépendants mis en évidence dans Indie Game: The Movie, alors que les jeux indépendants entrent dans une phase de couverture grand public.

La croissance supplémentaire du jeu indépendant au cours de cette période profite aussi du départ de grands éditeurs comme Electronic Arts et Activision de leurs titres plus petits et uniques pour se concentrer sur leurs franchises plus grandes et plus réussies, laissant l'espace du jeu indépendant pour fournir des titres plus courts et plus expérimentaux en tant qu'alternative. Les coûts de développement des jeux AAA augmentent par ailleurs, pour atteindre un coût moyen par titre de dizaines de millions de dollars en 2007-2008, et il y avait donc encore moins de place pour les risques dans l'expérimentation du gameplay. Un autre facteur vient des discussions liées à la question de savoir si le jeu vidéo peut être considéré comme une forme d'art. Le critique de cinéma Roger Ebert postule d'abord dans des débats ouverts que les jeux vidéo ne peuvent pas être de l'art en 2005 et 2006, ce qui conduit des développeurs à créer des jeux indépendants expérimentaux ou des art games pour contester spécifiquement cette notion,.

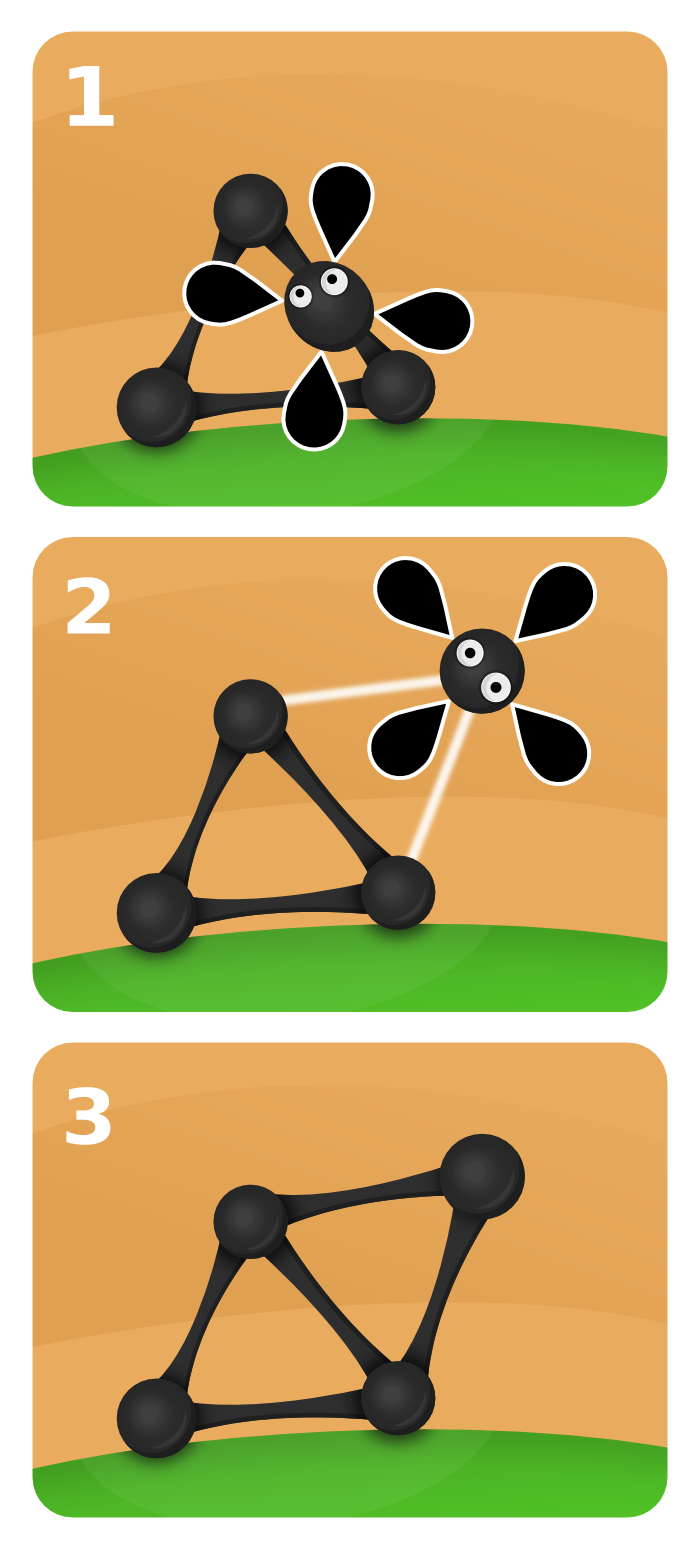
Schéma du gameplay de World of Goo (2008).

Le développement de jeux vidéo indépendants connaît une nouvelle impulsion grâce à l'utilisation du financement participatif comme moyen pour les développeurs indépendants de collecter des fonds pour produire un jeu. Il permet aussi de déterminer la demande pour un type de jeu précis, plutôt que de risquer du temps et d'investir dans un jeu qui ne trouvera pas son public. Même si certains jeux vidéo ont utilisé le financement participatif avant 2012, plusieurs grands projets liés à des jeux indépendants réussissent à collecter des millions de dollars grâce à Kickstarter ou Indiegogo,. Depuis lors, plusieurs autres options de financement participatif similaires pour les développeurs de jeux sont devenues disponibles. Le financement participatif élimine une partie du risque de coût associé au développement de jeux indépendants et crée plus d'opportunités pour les développeurs indépendants de prendre des risques sur de nouveaux titres.
Avec l'émergence de plus de titres indépendants au cours de cette période, les grands éditeurs et l'industrie dans son ensemble commencent à considérer les jeux indépendants comme un mouvement important dans le domaine. L'un des premiers exemples est World of Goo (2008), où ses développeurs 2D Boy n'avaient pas réussi à obtenir le soutien de l'éditeur avant la sortie,. À sa sortie, le jeu est récompensé lors de diverses cérémonies de remise de prix, dont l'Independent Games Festival, ce qui a conduit des éditeurs qui l'avaient précédemment rejeté à proposer de le publier.
Les fabricants de consoles contribuent aussi à accroître la reconnaissance des jeux indépendants au cours de cette période. Lors de la septième génération de consoles à partir de 2005, chaque plate-forme fournit des services en ligne aux joueurs, tels que Xbox Live, PlayStation Network et Nintendo Wi-Fi Connection, qui incluent la distribution numérique de jeux. À la suite de la notoriété accrue des jeux indépendants pour PC, ces services commencent à rendre disponible des jeux indépendants aux côtés d'offres commerciales pour élargir leurs bibliothèques,. La Xbox 360 est lancée en 2005 avec le Xbox Live Arcade (XBLA), qui inclut des jeux indépendants parmi d'autres titres, mais ceux-ci attirent peu l'attention au cours des premières années. En 2008, Microsoft lance sa promotion XBLA Summer of Arcade, qui comprend les sorties des jeux indépendants Braid, Castle Crashers et Geometry Wars: Retro Evolved 2 aux côtés de deux jeux AAA,. Alors que les trois jeux indépendants connaissent un nombre élevé de téléchargements, Braid est un favori de la critique et attire même la reconnaissance des médias grand public pour un jeu développé par seulement deux personnes,. Microsoft continue à suivre cette promotion au cours des années suivantes, apportant plus de jeux sur XBLA, notamment Super Meat Boy et Limbo en 2010 puis Fez en 2012,. Sony et Nintendo emboîtent le pas, courtisant également les développeurs indépendants pour apporter des jeux sur leurs plates-formes.
À partir de 2013, les trois fabricants de consoles ont en place des programmes qui permettent aux développeurs indépendants de demander des kits d'outils de développement et des licences à faible coût pour publier directement sur les vitrines respectives de la console après les processus d'approbation. Un certain nombre d'éditeurs de jeux indépendants « boutique » sont créés au cours de cette période pour soutenir le financement, le support technique et la publication de jeux indépendants sur diverses plateformes numériques et de vente au détail,. Le documentaire de 2012 Indie Game: The Movie couvre le développement et la commercialisation des jeux indépendants ont marqué cette période : Braid, Super Meat Boy et Fez,.
Le jeu le plus vendu de tous les temps, Minecraft (2011), est également initialement publié en tant que jeu indépendant au cours de cette période. Toutefois, Microsoft achète en 2014 Mojang, le développeur derrière Minecraft, et l'intègre dans Xbox Game Studios. D'autres jeux indépendants à très grand succès au cours de cette période incluent Terraria (2011) et Shovel Knight (2014).
Finalement, les jeux mobiles acquièrent aussi en popularité auprès des développeurs indépendants, notamment grâce à des outils de développement peu coûteux et des vitrines commerciales à faible barrière d'entrée que consistent l'App Store et le Google Play, qui sont lancés à la fin des années 2000. Par exemple, Monument Valley (2014) est exclusif sur les plateformes mobiles et est notamment salué pour son utilisation du tactile tout en restant très accessible.

Exemples de jeux vidéo indépendants publiés de 2005 à 2014
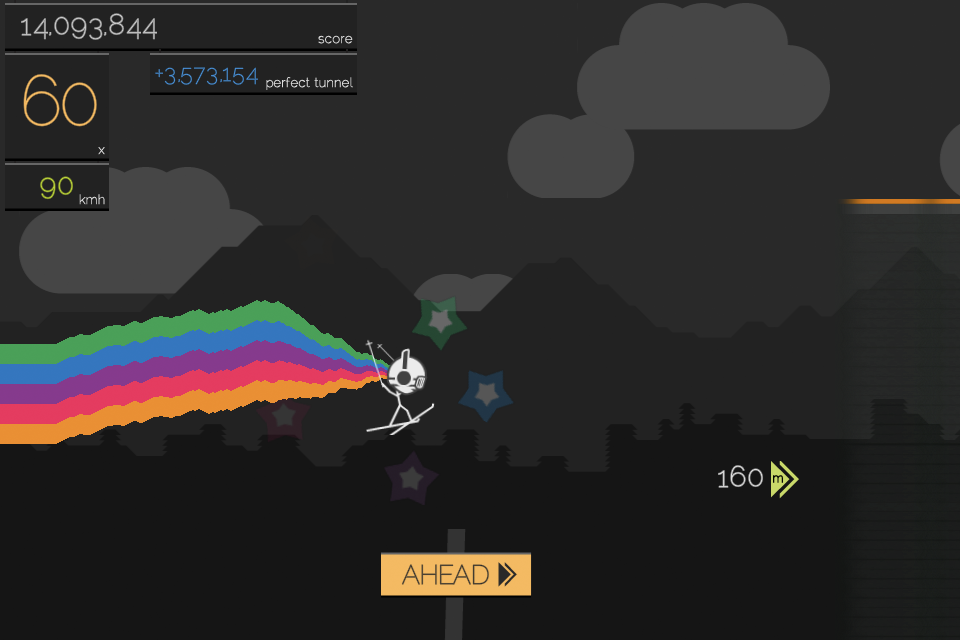
Solipskier (2010).
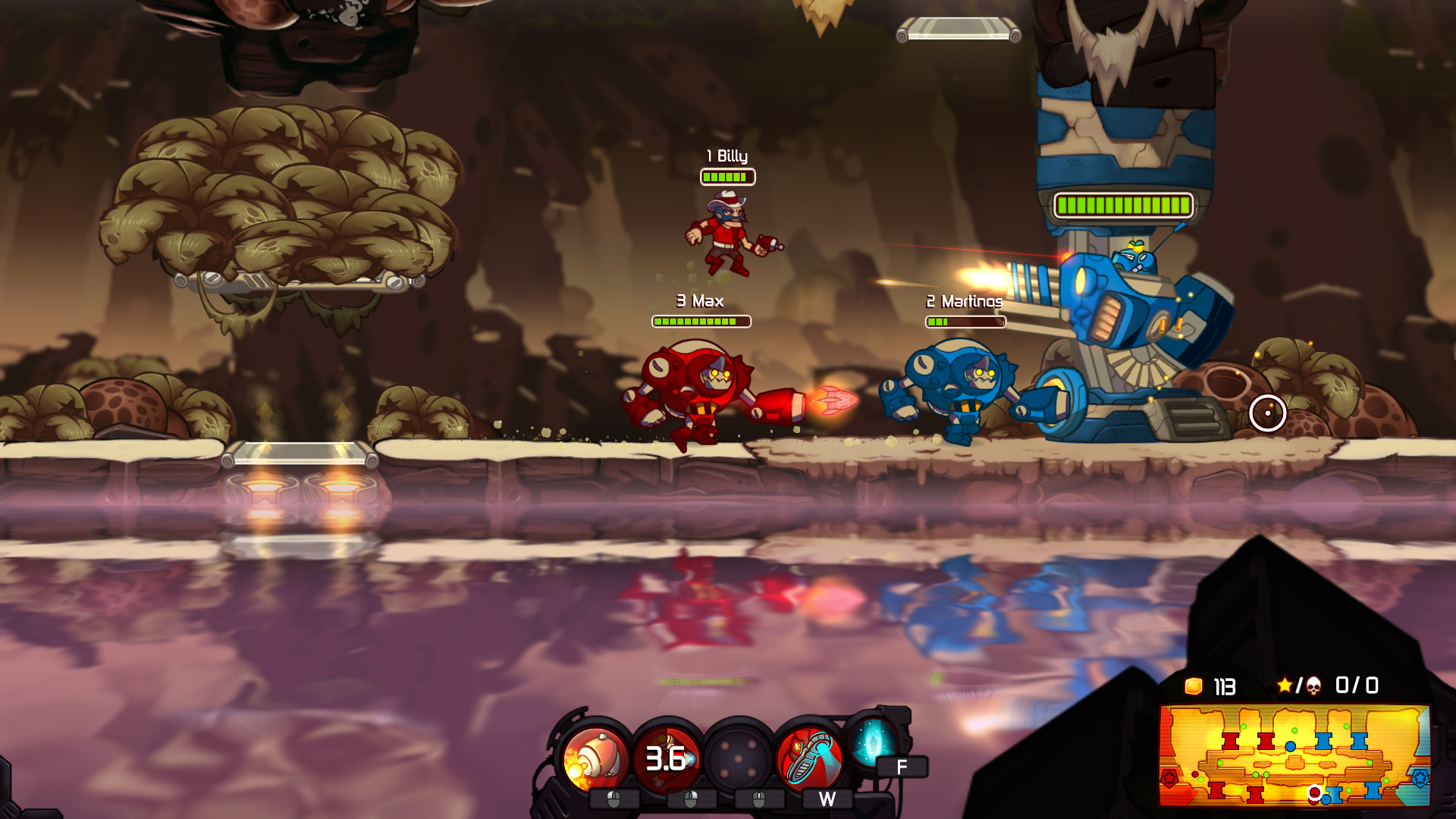
Awesomenauts (2012).
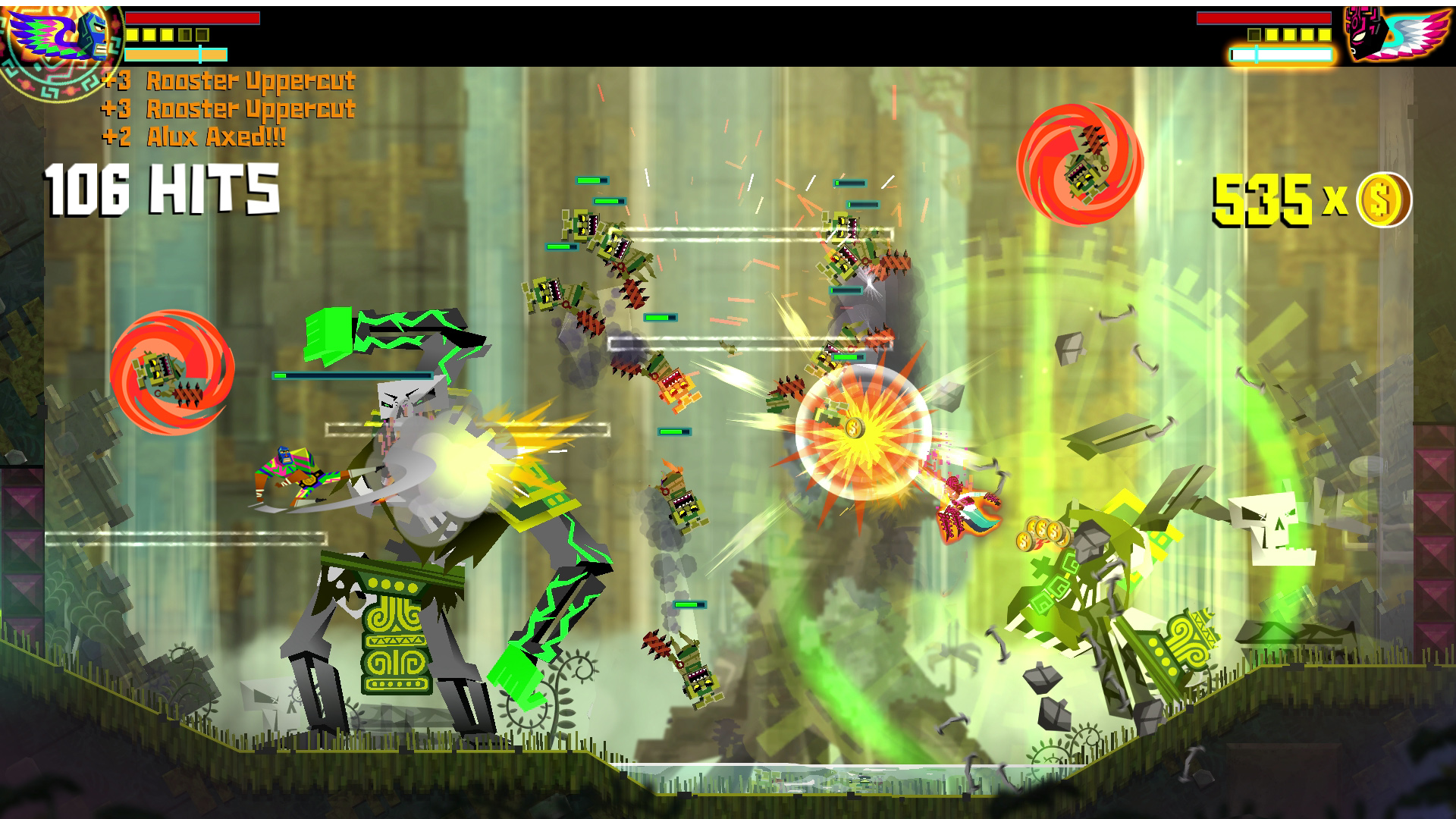
Guacamelee! (2013).
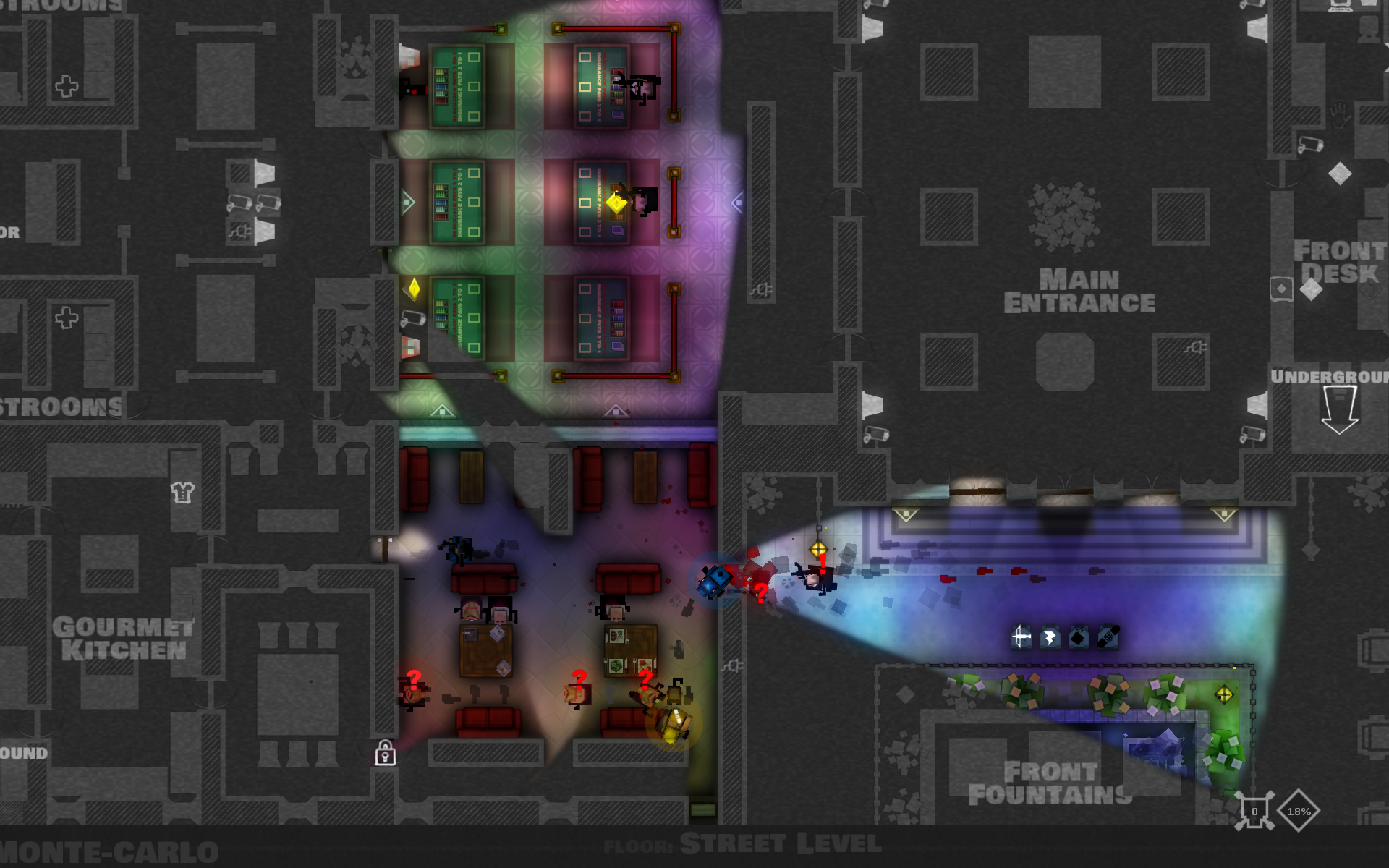
Monaco: What's Yours Is Mine (2013).

### Craintes de saturation (depuis 2015)
Vers 2015, il commence à être craint par les observateurs que la montée en puissance d'outils faciles à utiliser pour créer et distribuer des jeux vidéo ne conduise à une offre excédentaire de jeux vidéo, ce qui est alors appelé « indiepocalypse » (ou « apocalypse de l'indépendant »),,. Cette perception ne fait toutefois pas l'unanimité ; Jeff Vogel déclare par exemple lors d'une conférence à la GDC 2016 que tout ralentissement n'était qu'une partie du cycle économique standard. La taille du marché des jeux indépendants est estimée en mars 2016 à au moins 1 milliard de $ par an pour les seuls jeux proposés via Steam, et dès lors plus de 1 000 nouveaux jeux sont publiés sur la plateforme mensuellement,. Par ailleurs, le nombre de projets de jeux vidéo soumis sur Kickstarter afin d'obtenir un financement participatif a été multiplié par plus de six entre 2012 et 2015,.
Mike Wilson, Graeme Struthers et Harry Miller, les cofondateurs de l'éditeur indépendant Devolver Digital, avancent en avril 2016 que le marché des jeux indépendants est plus compétitif que jamais, mais continue de sembler en bonne santé sans aucun signe de faiblesse. Game Developer déclare qu'à la fin de 2016, bien qu'il n'y ait eu aucun type d'effondrement catastrophique du marché des jeux indépendants, il y a présence des signes indiquant que la croissance du marché a considérablement ralenti et que le marché entre dans une phase « post-indiepocalypse » où les modèles commerciaux liés aux jeux indépendants s'adaptent à ces nouvelles conditions moins favorables,.
Bien qu'il n'y ait eu aucun type d'effondrement du domaine des jeux indépendants depuis 2015, il est craint par certains que le marché soit bien trop vaste pour que de nombreux développeurs puissent simultanément se faire remarquer : ce décalage rappelle à certains observateur les prémisses d'un krach comme celui de 1983. Très peu de titres indépendants sélectionnés obtiennent une large couverture dans les médias et sont parfois appelés « indie darlings » (« chouchous indépendants »),. Dans certains cas, ceux-ci sont identifiés par les réactions des consommateurs qui font l'éloge du jeu, ce qui conduit à une couverture supplémentaire comme dans le cas de Celeste (2018) ou Untitled Goose Game (2019). Cependant, les médias du jeu vidéo prévoient aussi parfois avant sa sortie qu'un titre connaîtra un très succès, mais finalement le jeu ne fait pas forte impression sur les joueurs, comme dans le cas de No Man's Sky (2016) et de Where the Water Tastes Like Wine (2018),.
La découvrabilité est également devenue un problème pour les développeurs indépendants. Avec le service de distribution Steam, tout développeur peut proposer son jeu à un coût minimal, ce qui implique que des milliers de jeux sont ajoutés chaque année et donc noyés dans la masse,,,. Les développeurs en viennent à s'appuyer fortement sur les outils de découverte de Steam, par exemple avec des méthodes permettant d'adapter les pages de catalogue aux clients pour aider à vendre leurs titres. Les vitrines d'applications mobiles connaissent des problèmes similaires avec de gros volumes d'offres mais de faibles moyens de découverte par les consommateurs à la fin des années 2010,. Plusieurs développeurs indépendants jugent donc essentiel d'avoir une bonne campagne de relations publiques sur les réseaux sociaux et d'interagir avec la presse pour s'assurer qu'un jeu est remarqué au début de son cycle de développement pour susciter l'intérêt et maintenir cet intérêt jusqu'à la sortie, même si cela va s'ajouter aux coûts de développement,. Certains jeux indépendants, tels No Man's Sky (2016), tentent de sortir du lot en pratiquant des tarifs à l'achat plus élevés s'approchant des jeux AAA mais aussi pour compenser des coûts de développements toujours croissants.
En plus de titres comme Celeste et Untitled Goose Game, d'autres jeux indépendants à très grand succès sortis au cours de cette période comprennent Undertale (2015), Stardew Valley (2016), et Cuphead (2017).

Exemples de jeux vidéo indépendants publiés depuis 2015
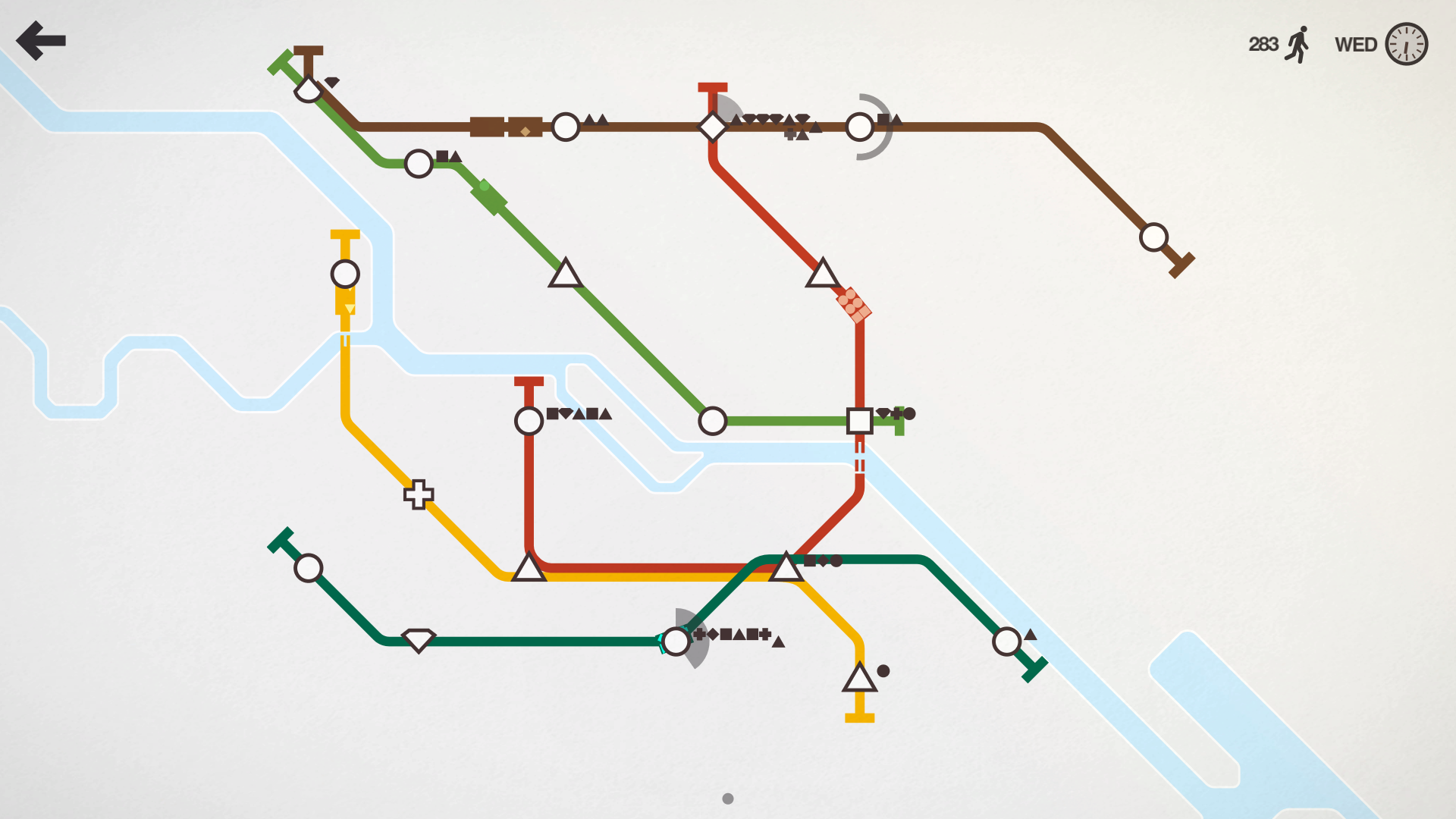
Mini Metro (2015).
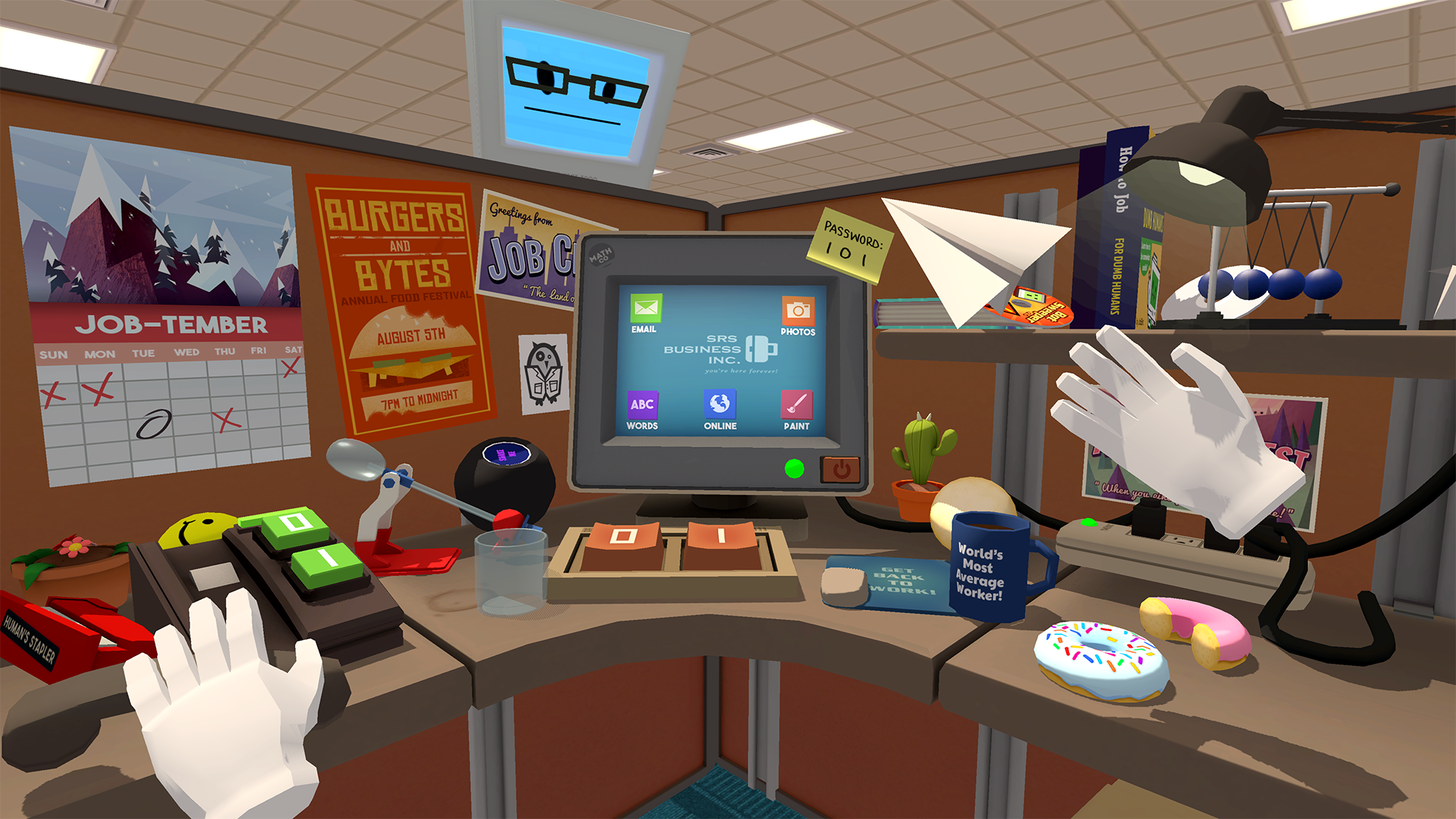
Job Simulator (2016).
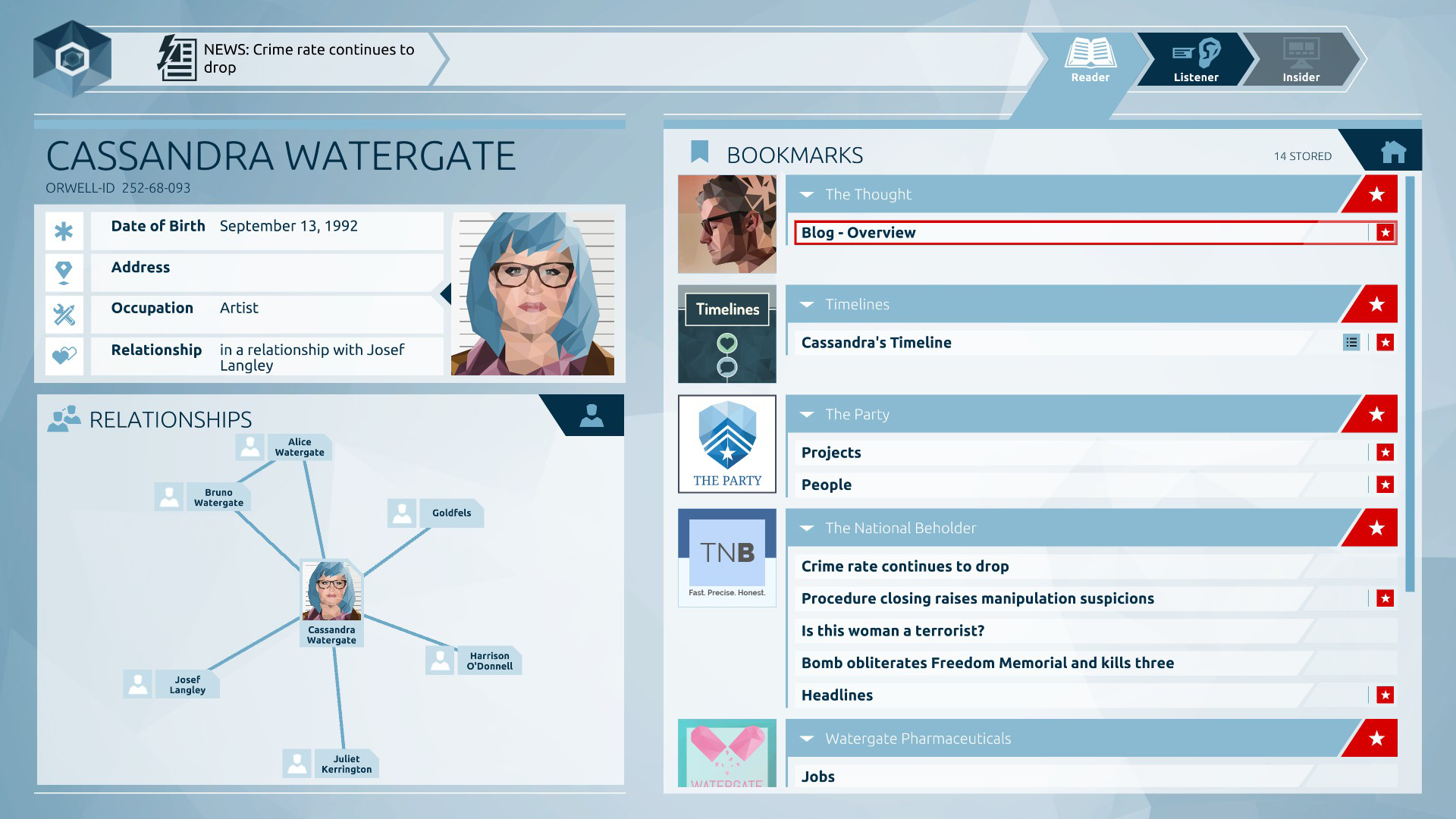
Orwell (2016).
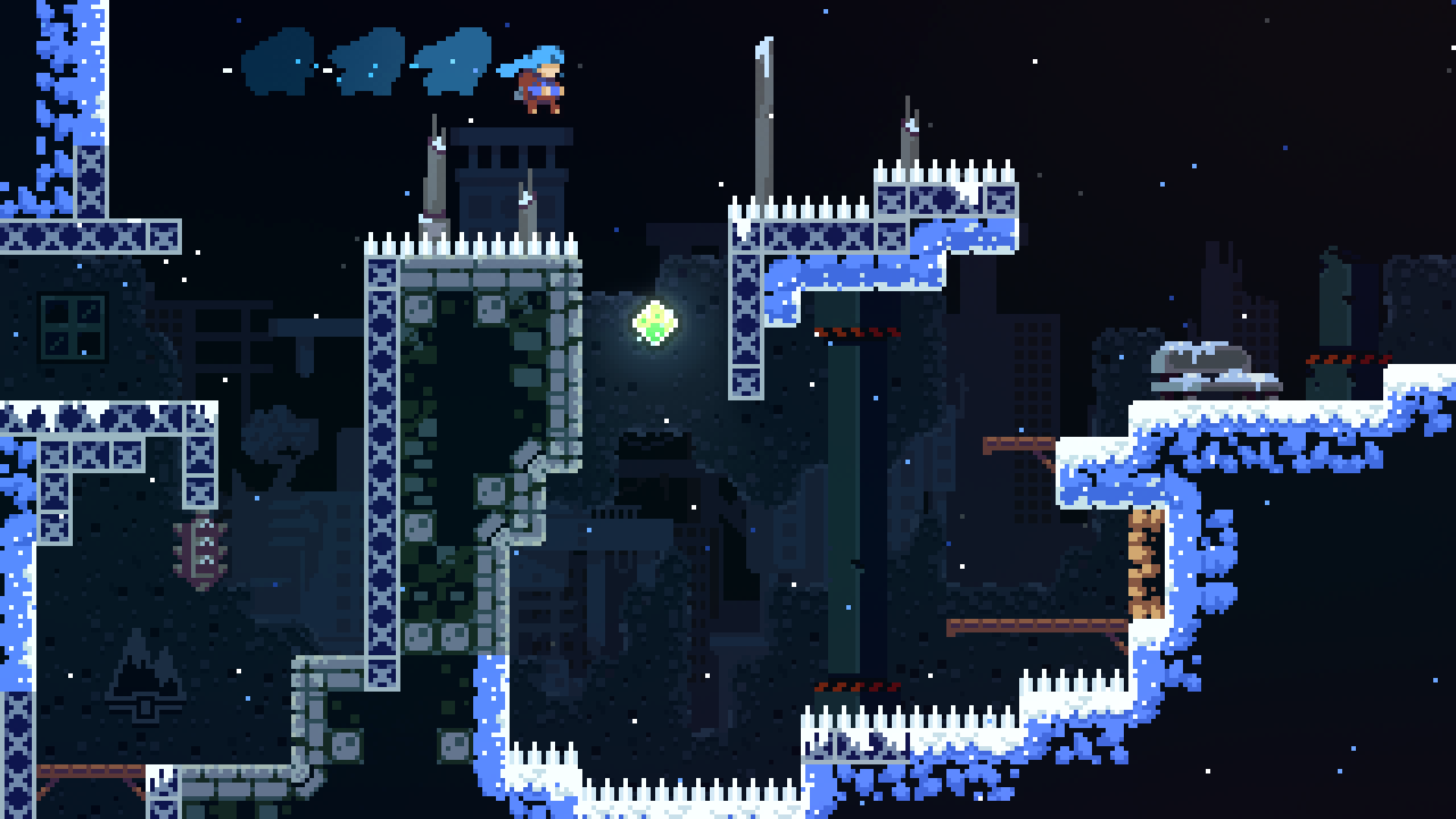
Celeste (2018).

### Un modèle parallèle: ledōjinjaponais
Les jeux indépendants sont généralement associés aux régions occidentales, en particulier aux régions nord-américaines, européennes et océaniques. Cependant, d'autres endroits ont connu des expansions similaires de jeux indépendants qui se sont croisés avec l'industrie mondiale. C'est notamment le cas au Japon, où la communauté dōjin est généralement traitée comme une activité exclusivement d'amateurs jusqu'aux années 2010,. Les ordinateurs et le codage amateur décollent de façon similaire à l'occident à la fin des années 1970 et au début des années 1980, mais le marché de l'informatique est rapidement été submergé par les consoles de jeux.

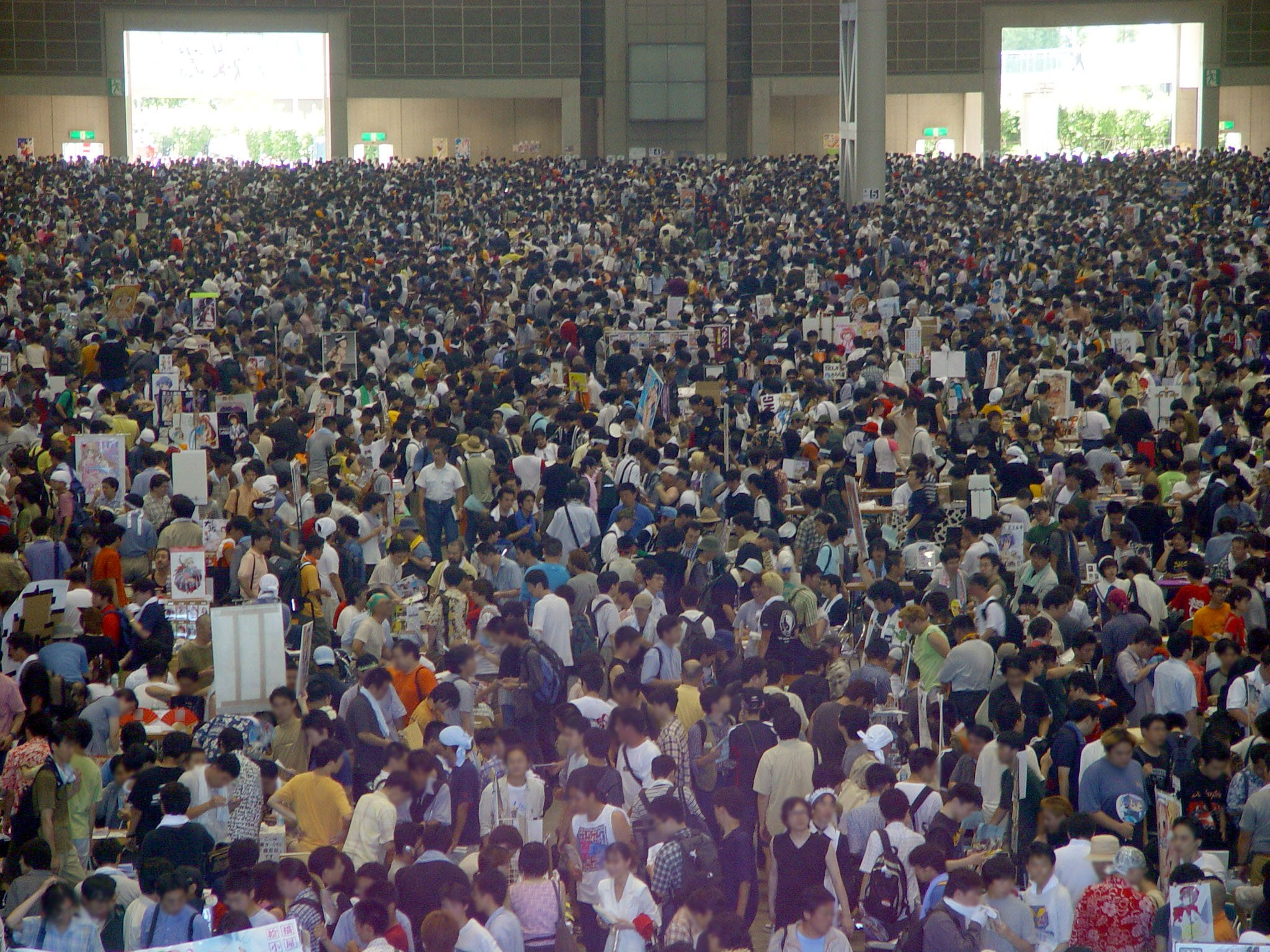
Comiket en 2002, la plus grande convention de dōjinshi au monde.

Pourtant, les programmeurs amateurs continuent à développer des jeux. Un domaine sur lequel le Japon se concentre rapidement est les kits de développement de jeux, des logiciels spécialisés qui permettent aux utilisateurs de créer leurs propres jeux. Une ligne clé de ceux-ci est produite par ASCII Corporation, qui publie le magazine de programmation ASCII avec lequel les utilisateurs peuvent partager leurs programmes. Au fil du temps, ASCII voit l'opportunité de publier des kits de développement de jeux et, en 1992, publie la première version commerciale du logiciel RPG Maker ; celui-ci sera ensuite traduit puis gagnera aussi grandement en popularité dans le reste du monde. Bien que l'obtention du logiciel coûte de l'argent, les utilisateurs peuvent publier des jeux terminés avec lui en tant que logiciels gratuits ou produits commerciaux, ce qui établit le potentiel d'un marché de jeux commerciaux indépendants au début des années 2000, s'alignant sur la popularité des jeux indépendants en Occident.
Comme d'autres œuvres créées par des fans japonais dans d'autres médias, les jeux dojin sont souvent construits à partir d'actifs existants et ne reçoivent pas beaucoup de respect ou d'intérêt de la part des consommateurs,. Ils sont généralement conçus pour être joués et partagés avec d'autres joueurs intéressés, par exemple lors de conventions comme la Comiket,. Vers 2013, les forces du marché commencent à changer avec la popularité des jeux indépendants dans les régions occidentales, suscitant plus d'intérêt pour les jeux dojin en tant que titres légitimes,. Le Tokyo Game Show propose pour la première fois une zone spéciale pour les jeux dojin en 2013 avec le soutien de Sony Interactive Entertainment, qui avait été un promoteur de jeux indépendants occidentaux les années précédentes, et l'a élargi depuis. Toutefois, le caractère peu entrepreneurial au Japon ainsi que la volonté pour beaucoup de travailler dans une même entreprise toute leur vie représente pour certains observateurs aussi un frein au développement de jeux commerciaux indépendants dépassant la fan fiction.

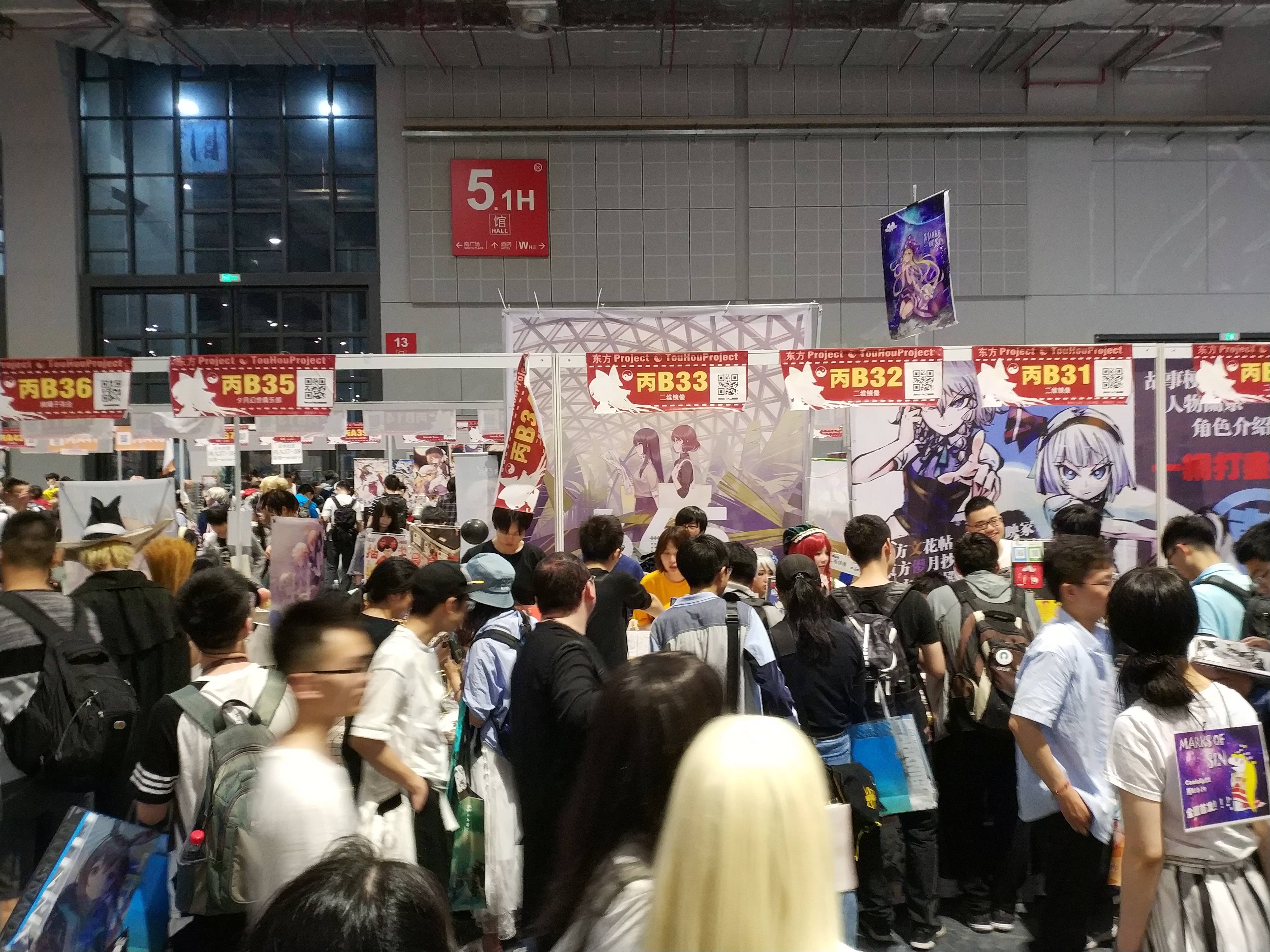
Stands de Touhou Project à la convention Comicup 22 en 2018.

La distinction entre les jeux dojin développés au Japon et les jeux indépendants est ambiguë : l'utilisation du terme indique généralement si leur popularité s'est formée sur les marchés occidentaux ou orientaux avant le milieu des années 2010, et s'ils sont créés dans le but de vendre de grands nombres de copies ou plutôt comme un projet passionné,. La longue série de shoot 'em up Touhou Project, entièrement développée par le développeur indépendant ZUN depuis 1996, est par exemple à la fois appelée indépendant et doujinshi,. À l'inverse, bien qu'il soit développé au Japon, Cave Story (2004) est principalement qualifié de « jeu indépendant » en raison de son succès sur le marché occidental, contribuant également à la résurgence du genre Metroidvania,,. Les jeux de dojin suscitent aussi un vif intérêt sur les marchés occidentaux après que des groupes anglophones ont traduit divers titres avec l'autorisation des créateurs japonais, notamment Recettear: An Item Shop's Tale (2007) qui est le premier dojin à être publié sur Steam en 2010,.
Mikhail Fiadotau, maître de conférences en études sur les jeux vidéo à l'université de Tallinn, identifie trois distinctions principales entre la culture dojin établie et l'idée occidentale des jeux indépendants,. D'un point de vue conceptuel, les jeux indépendants favorisent généralement l'indépendance et la nouveauté dans la pensée, tandis que les jeux dojin ont tendance à être des idées partagées par un groupe commun de personnes et ont tendance à ne pas s'écarter des concepts établis. Par exemple, il y a une présence d'un fort favoritisme envers le genre RPG bien établi, ce qui s'inscrit aussi dans le désir de stabilité et la faible appétence au risque des créateurs japonais,. Aussi, d'un point de vue généalogique, la nature du dojin remonte au XIXe siècle, tandis que le phénomène indie est relativement nouveau. Enfin, jusqu'aux années 2010, les jeux dojin avaient tendance à n'être évoqués que dans les mêmes cercles que les autres cultures dojin (œuvres d'art et fan fiction) et rarement mélangés à des productions commerciales, alors que les jeux indépendants partagent la même scène que les jeux AAA,.

## Caractéristiques de développement

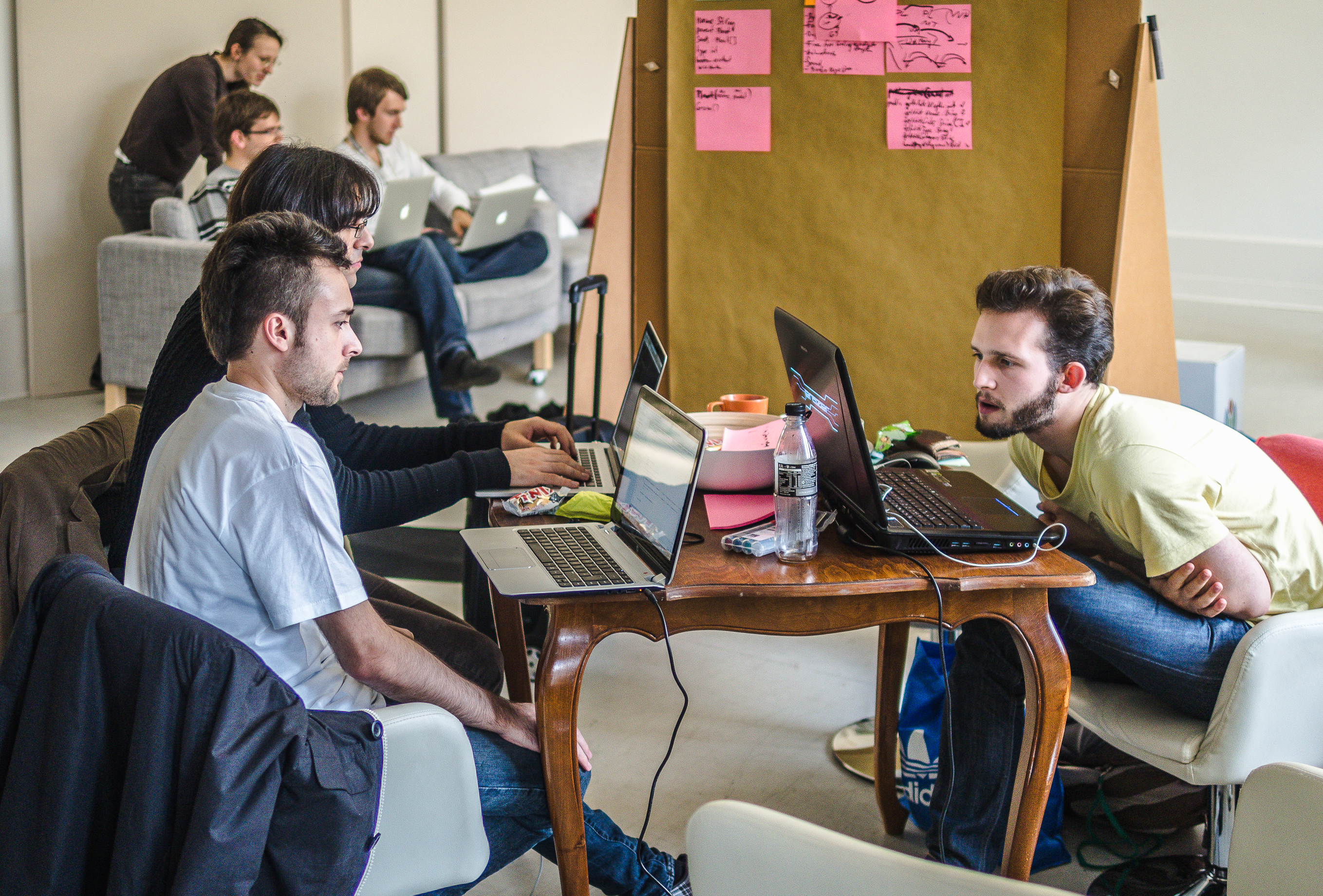
Des développeurs indépendants lors d'une game jam en 2015.

Bon nombre des mêmes concepts de base derrière le développement de jeux vidéo pour les titres grand public s'appliquent aussi au développement de jeux indépendants, en particulier en ce qui concerne les aspects de développement de logiciels. Les principales différences résident alors dans la manière dont le développement du jeu est lié à l'éditeur ou à son absence.

### Équipes de développement
Il n'y a pas de taille définitive quant à la taille d'un studio de développement de jeux indépendant. Plusieurs jeux indépendants à succès, tels que la série Touhou Project (1996), Cave Story (2004), Spelunky (2008), Papers, Please (2013), Axiom Verge (2015), Undertale (2015) et Stardew Valley (2016), sont développés par une seule personne, bien que souvent avec le soutien d'artistes et de musiciens. Les petites équipes de développeurs sont plus courantes, de deux à quelques dizaines, avec le soutien supplémentaire d'artistes externes. Bien qu'il soit possible que les équipes de développement soient plus grandes, les frais généraux liés à la gestion du studio deviennent plus élevés, ce qui peut être risqué si le jeu ne fonctionne finalement pas bien,.

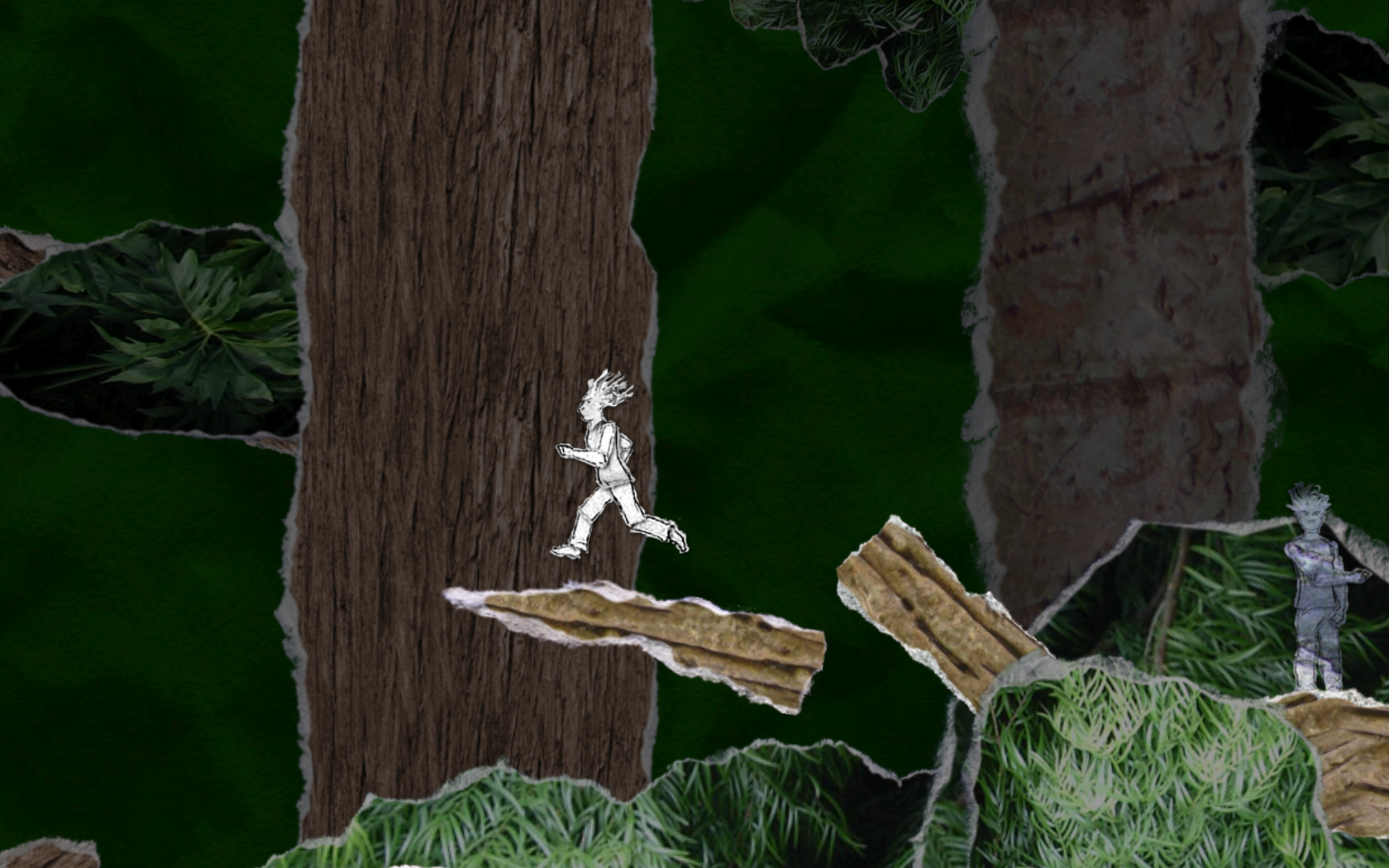
And Yet It Moves (2009) est un exemple de jeu développé par des étudiants et transformé en titre commercial après l'obtention de leur diplôme.

Les équipes indépendantes peuvent provenir de nombreuses directions différentes. Un chemin commun comprend récemment des projets d'étudiants, développés sous forme de prototypes dans le cadre de leurs cours, qu'ils exploitent ensuite en opportunité commerciale après avoir obtenu leur diplôme,. Des exemples de tels jeux incluent And Yet It Moves (2009), Risk of Rain (2013), Octodad: Dadliest Catch (2014), et Outer Wilds (2019). Dans certains cas, des étudiants peuvent même décider d'abandonner l'école pour poursuivre leur opportunité commerciale : par exemple, les fondateurs de Vlambeer commencent à développer un jeu commercial alors qu'ils sont encore à l'école puis décident d'abandonner leurs études lorsque l'école demanda des droits sur le jeu.
Une autre voie pour les équipes de développement indépendantes provient de développeurs expérimentés de l'industrie qui partent volontairement pour poursuivre des projets indépendants, généralement en raison d'un épuisement créatif en entreprise ou même à la suite d'un précédent licenciement. Des exemples de jeux de ces groupes incluent FTL: Faster Than Light (2012), Papers, Please (2013), Gone Home (2013), et Darkest Dungeon (2016).
Une dernière voie est simplement celle de ceux qui ont peu ou pas d'expérience dans l'industrie des jeux, bien qu'ils puissent avoir des compétences et de l'expérience en programmation informatique, mais qui viennent avec des idées et de nouvelles perspectives pour leurs jeux. Ces derniers abordent donc souvent des idées ou des concepts qui sont généralement plus personnels et leur tenant à cœur. Ces développeurs sont généralement autodidactes et peuvent donc ne pas avoir certaines disciplines de programmeurs typiques, permettant ainsi une plus grande liberté créative et de nouvelles idées. Cependant, certains peuvent voir le travail amateur moins favorablement que ceux qui ont de l'expérience, que ce soit à l'école ou dans l'industrie, en s'appuyant sur les kits ou outils de développement de jeux plutôt que sur les langages de programmation directement. Des exemples de tels jeux amateurs incluent Dwarf Fortress (2006), Braid (2009), Super Meat Boy (2010), et Undertale (2015).
En règle générale, un studio de jeu indépendant débutant sera principalement composé de programmeurs et de développeurs. Les actifs artistiques, y compris les œuvres d'art et la musique, peuvent être sous-traités à des artistes et compositeurs travaillant à leur compte.

### Outils de développement
Pour le développement de jeux vidéo, les développeurs indépendants s'appuient généralement sur des moteurs de jeu existants, des middleware et des kits de développement de jeux pour créer leurs titres, souvent en raison d'un manque de ressources pour créer des moteurs personnalisés. Les moteurs de jeu les plus courants incluent Unreal Engine et Unity, mais il en existe de nombreux autres,.
Les petits studios qui n'anticipent pas de grosses ventes bénéficient généralement de prix réduits pour les moteurs de jeux et middleware grand public. Ces produits peuvent être offerts gratuitement ou achetés avec une remise substantielle sur les redevances, celles-ci n'augmentant ensuite que si leurs ventes dépassent certains chiffres. Les développeurs indépendants peuvent également utiliser des logiciels open source et des bibliothèques  homebrew, qui sont disponibles gratuitement mais peuvent manquer de fonctionnalités techniquement avancées par rapport aux moteurs commerciaux équivalents.
Avant 2010, le développement de jeux indépendants sur consoles était très restrictif en raison de l'accès coûteux aux kits de développement logiciel (SDK), généralement une version de la console avec des fonctionnalités de débogage supplémentaires qui coûtait plusieurs milliers de dollars et s'accompagnait de nombreuses restrictions sur son utilisation afin d'empêcher les secrets commerciaux liés à la console d'être divulgués. Les fabricants de consoles peuvent également avoir limité les ventes de SDK à certains développeurs répondant à des critères spécifiques, empêchant les développeurs indépendants potentiels de les acquérir,.

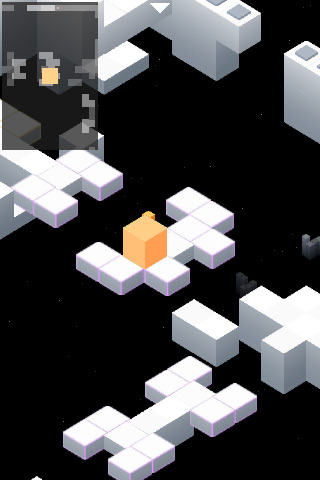
Edge (2008), un jeu vidéo indépendant développé pour iOS.

Lorsque les jeux indépendants commencent à devenir plus populaires en 2010, les fabricants de consoles ainsi que les fournisseurs de systèmes d'exploitation d'appareils mobiles publient des SDK logiciels spéciaux pour créer et tester des jeux d'abord sur des ordinateurs personnels, puis sur ces consoles ou appareils mobiles. Ces SDK sont toujours achetés à des tarifs commerciaux par les grands développeurs, mais des prix réduits sont proposés à ceux qui désirent autopublier via la distribution numérique sur la console ou la vitrine de l'appareil mobile, comme avec le programme ID@Xbox ou le iOS SDK,.

### Éditeurs
Alors que la plupart des jeux indépendants n'ont pas d'éditeur, un certain nombre d'éditeurs axés sur les jeux indépendants ont fait leur apparition depuis 2010, également connus sous le nom d'éditeurs de jeux en boutique ; ceux-ci incluent Raw Fury, Devolver Digital, Annapurna Interactive et Adult Swim Games. Un certain nombre de développeurs indépendants se sont aussi suffisamment développés pour prendre en charge la publication de développeurs plus petits, tels que Chucklefish, Coffee Stain Studios et Team17,.
Ces éditeurs « boutique », ayant eux-mêmes de l'expérience dans la création de jeux indépendants, fournissent généralement le soutien financier et le marketing nécessaires, mais n'ont que peu ou pas de contrôle créatif sur le produit des développeurs afin de maintenir la nature « indépendante » du jeu. Dans certains cas, l'éditeur peut être plus sélectif quant au type de jeux qu'il prend en charge, Annapurna Interactive annonçant par exemple rechercher des jeux « personnels, émotionnels et originaux »,. Toutefois, certains éditeurs profitent de la position de faiblesse d'un développeur indépendant pour imposer des termes très restrictifs ou prendre une grand part des profits générés.

### Financement
L'absence d'éditeur oblige un développeur indépendant à trouver les moyens de financer lui-même le jeu (autofinancement). Les studios existants peuvent en mesure de compter sur les fonds passés et les revenus entrants, mais les nouveaux studios peuvent avoir besoin d'utiliser leurs propres fonds personnels (en anglais : bootstrapping), des prêts personnels ou bancaires, ou des investissements pour couvrir les coûts de développement,,. L'appel à un soutien communautaire pendant le développement peut également être réalisé,.

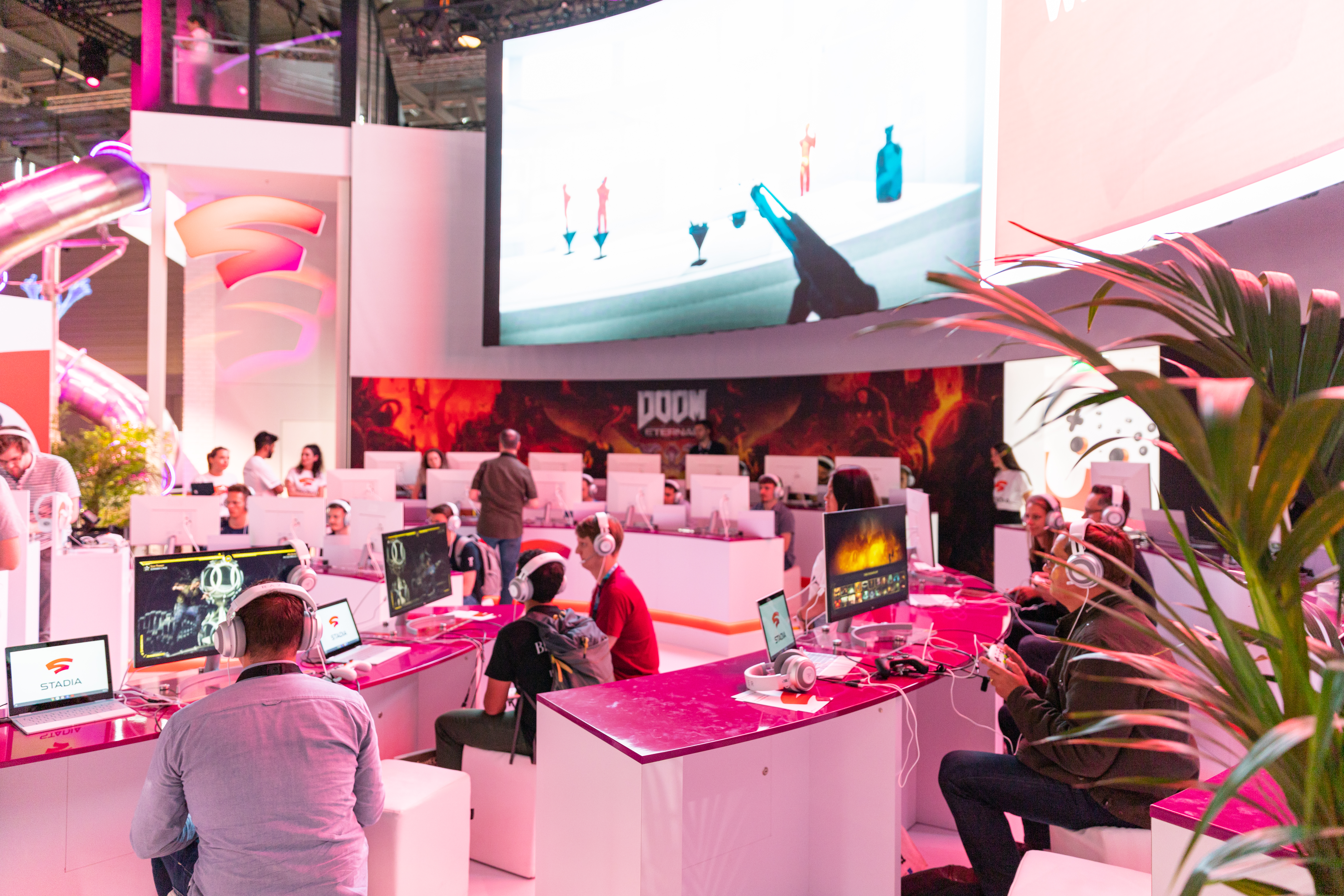
Démonstration de Superhot (2016), un jeu développé grâce au financement participatif sur Kickstarter.

À partir des années 2010, des campagnes de financement participatif (en anglais : crowdfunding), à la fois basées sur les ventes et sur les capitaux propres, sont utilisées pour obtenir des fonds de la part de consommateurs intéressés avant que le développement ne commence sérieusement,,. La quantité de fonds levée peut être très importante du fait du nombre de contributeurs, même si individuellement, chaque contribution est faible. Ainsi, en février 2012, le studio Double Fine Productions lève plus de 3 millions de dollars sur la plate-forme Kickstarter, avec un objectif initial de 400 000 dollars atteint en un peu plus de 8 heures (ce qui constitue un record sur le site). Si l'utilisation du financement participatif pour les jeux vidéo ne prend réellement son essor qu'en 2012, sa pratique pour des projets aboutissant réellement a ensuite considérablement diminué, les consommateurs se méfiant des campagnes qui ne tiennent pas leurs promesses. Une campagne de financement participatif réussie nécessite généralement un travail de développement important et des coûts avant le lancement de la campagne pour démontrer que le jeu sera probablement terminé en temps opportun afin de pouvoir parvenir à réellement attirer des fonds,.

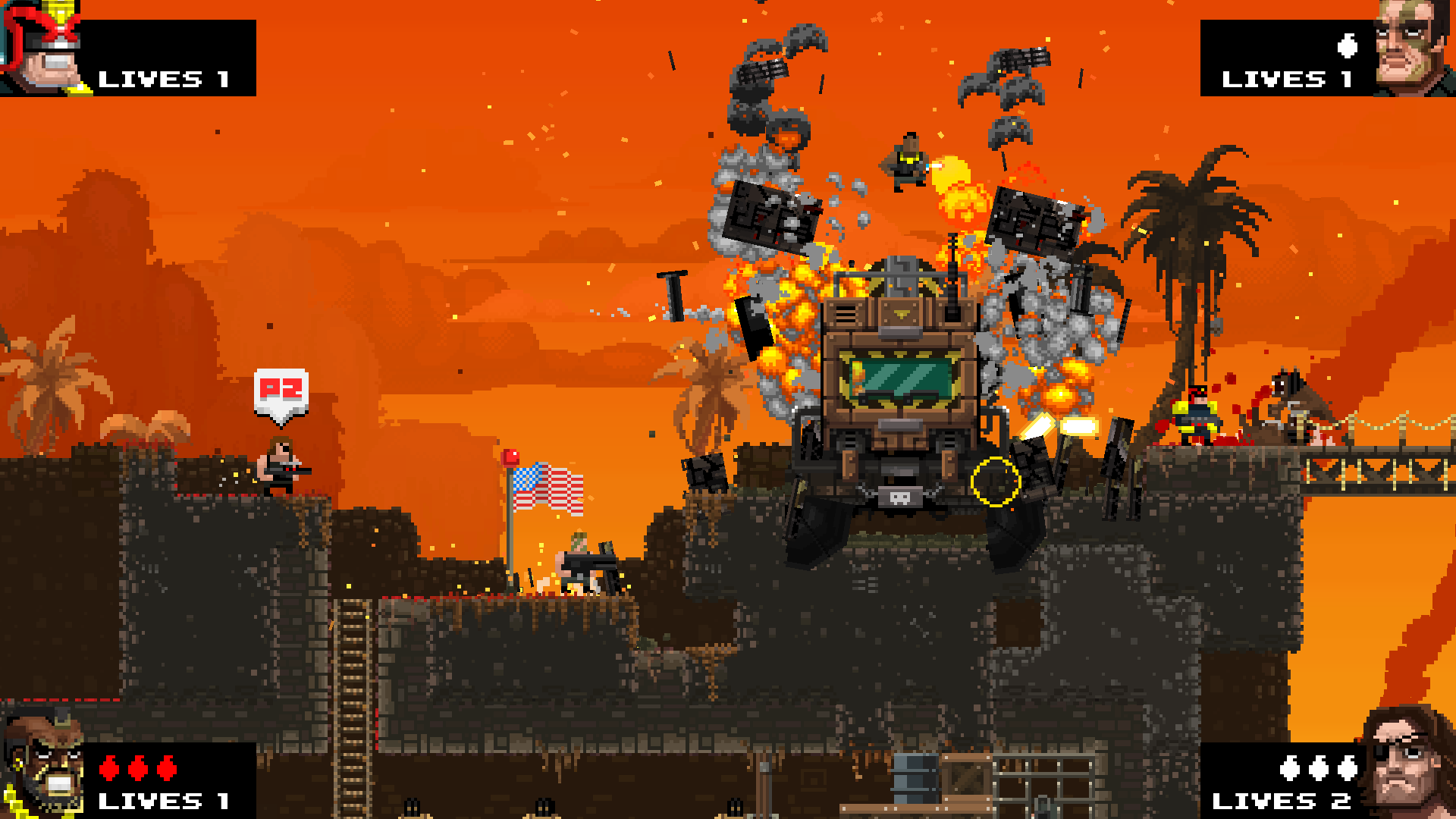
Broforce (2015), un jeu développé avec un accès anticipé.

Un autre mécanisme offert par la distribution numérique est le modèle d'accès anticipé, dans lequel les joueurs intéressés peuvent acheter des versions bêta jouables du jeu pour fournir des tests de logiciels et des commentaires sur le jeu. Ces consommateurs ont droit au jeu complet gratuitement à sa sortie, tandis que d'autres devront certainement payer un prix plus élevé au fur et à mesure des nouvelles versions. Cela peut fournir un financement à mi-chemin du développement, mais comme pour le financement participatif, les consommateurs s'attendent à un jeu qui est presque terminé, donc un développement et des coûts importants auront déjà dû être investis,. Minecraft (2011) est considéré comme un jeu indépendant lors de son développement original et est l'un des premiers titres à démontrer avec succès cette approche de financement,.
Plus récemment, un certain nombre de fonds d'investissement dédiés aux jeux indépendants sont créés comme le Indie Fund, créé par des développeurs indépendants reconnus tels que 2D Boy et Jonathan Blow. Les développeurs indépendants peuvent soumettre des candidatures demandant des subventions à partir de ces fonds. L'argent est généralement fourni sous forme de capital d'amorçage à rembourser par des redevances sur les futures ventes du jeu.
Plusieurs gouvernements nationaux, par le biais de leurs agences artistiques publiques, ont également mis des subventions similaires à la disposition des développeurs indépendants. Des aides plus ou moins importantes selon les pays sont aussi disponibles. Elles peuvent prendre la forme de subventions ou de crédits d'impôt. Le Canada est une figure majeure dans ce domaine, car il pratique une politique d'incitation fiscale favorable au jeu vidéo. En France, le Fonds d'aide au jeu vidéo (FAJV), dirigé par le Centre national du cinéma et de l'image animée (CNC), dépense 3 ou 4 millions d'euros par an pour aider les studios de jeu vidéo,. Toutefois, la France subit une forme de fuite des cerveaux, la plupart des diplômés d'écoles d'animation comme les Gobelins choisissant d'aller exercer à l'étranger, et elle souffre d'une scène indépendante très centrée sur des créations destinées à la francophonie, qui touchent donc une aire linguistique réduite.
Au début des années 2020, la rapide croissance de services d'abonnement sur ordinateurs et sur consoles comme le Xbox Game Pass et le PlayStation Plus permet à certains jeux indépendants de bénéficier d'une mise en lumière importante auprès de dizaines de millions de joueurs potentiels, en échange d'une rémunération fixe versée par les éditeurs gérant ces services. Certains jeux, comme Celeste, sont mis à disposition sur ces plateformes plusieurs années après leur sortie ; d'autres y apparaissent le jour même de leur publication, au détriment parfois des développeurs indépendants. Les créateurs d'Oddworld: Soulstorm (2021) constatent ainsi à regret que la mise à disposition « gratuite » de leur titre sur le PlayStation Plus, pendant un mois à compter du jour de sa sortie dans le monde entier, les a privés d'un grand nombre de ventes potentielles : alors qu'ils avaient perçu de l'éditeur une somme fixe qui leur paraissait appropriée en vertu des 50 000 à 100 000 utilisateurs qu'ils pensaient atteindre par cette opération, le jeu est finalement téléchargé 4 millions de fois au sein du service d'abonnement.

### Distribution

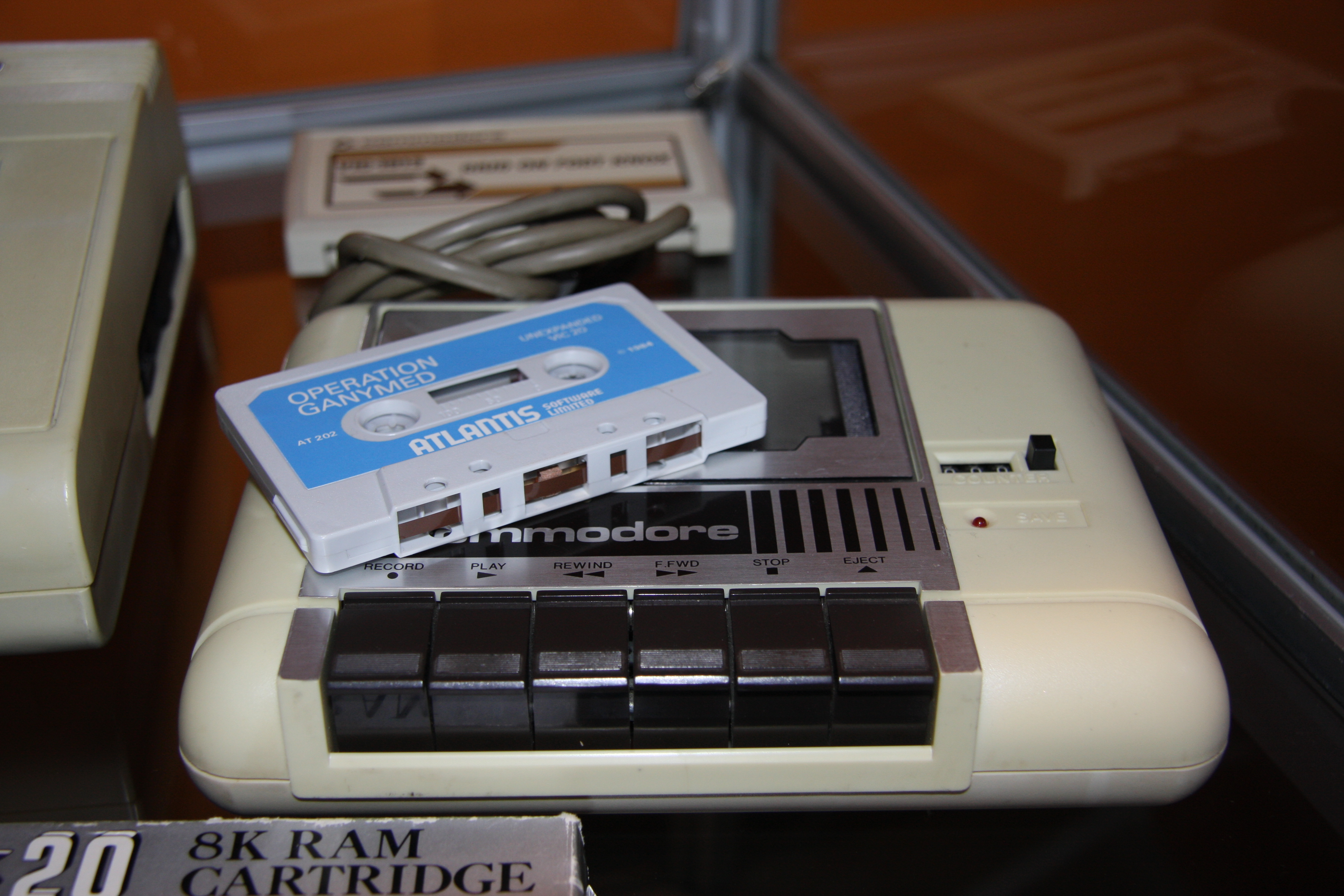
Les premiers jeux indépendants sont distribués grâce à la vente par correspondance.

Avant l'avènement de la distribution numérique, les programmeurs amateurs comptent généralement sur la vente par correspondance pour distribuer leur produit. Ils placent des annonces dans des journaux locaux ou des magazines informatiques amateurs tels que Creative Computing et Byte et, une fois le paiement reçu, exécutent les commandes à la main, faisant des copies de leur jeu sur cassette, disquette ou CD-ROM avec la documentation,. D'autres fournissent des copies à leur magasin d'informatique local pour les vendre. Au Royaume-Uni, où le développement de jeux informatiques personnels décolle au début des années 1980, un marché se développe pour les distributeurs de jeux qui s'occupent de la copie et de la distribution de jeux pour ces programmeurs amateurs. Au Japon, des conventions de doujinshi comme Comiket, la plus grande convention de fans au monde, permettent aux développeurs indépendants de vendre et de promouvoir leurs produits physiques depuis son inauguration en 1975. Ils jouent ainsi un rôle majeur dans le gain en popularité de séries de jeux comme Touhou Project et Fate,,.
Alors que les jeux commencent à demander des formats de plus grande capacité, ceux-ci offrent souvent la possibilité pour les utilisateurs de faire leurs propres copies de programmes, la simple méthode de vente par correspondance devient menacée car une personne peut alors acheter le jeu et ensuite faire des copies pour ses amis. Le modèle de distribution du shareware (ou partagiciel) émerge dans les années 1980, acceptant que les utilisateurs fassent probablement des copies librement et les partageraient,. La version shareware du logiciel serait néanmoins limitée et nécessiterait un paiement au développeur pour déverrouiller les fonctionnalités restantes. Cette approche devient populaire auprès des jeux amateurs au début des années 1990, notamment avec les sorties de ZZT (1991) et Wolfenstein 3D (1992), des jeux « indépendants » des développeurs débutants id Software et Tim Sweeney (plus tard fondateur d'Epic Games), respectivement. Les magazines de jeux commencent à inclure des jeux de shareware sur des disques de démonstration inclus avec chaque numéro et, comme pour la vente par correspondance, des entreprises apparaissent pour fournir des disques échantillons de shareware et servent à aider au paiement du shareware. Le shareware reste une forme de distribution populaire même avec la disponibilité des bulletin board systems et d'Internet. À partir des années 2000, les développeurs indépendants comptent presque exclusivement sur Internet comme principal moyen de distribution car, sans éditeur, il leur est presque impossible de stocker un jeu indépendant au détail.

Dans les années 2000, les jeux indépendants parviennent à être visibles grâce à des bases de shareware comme GameSpy.

La croissance continue d'Internet conduit à la création de sites de jeux vidéo dédiés qui servent de bases de référence pour les sharewares et d'autres jeux à la fois indépendants et grand public, tel que GameSpy de FilePlanet. Un nouveau problème survient pour les principaux jeux grand public qui comportent des éléments multijoueurs, dans la mesure où les mises à jour et les correctifs peuvent facilement être distribués via ces sites mais il peut être difficile de s'assurer que tous les utilisateurs sont également informés des mises à jour. Valve construit le client logiciel Steam à l'origine pour servir automatiquement ces mises à jour pour leurs jeux et permettre aux concepteurs de mods de les diffuser — notamment pour Half-Life (1998) — mais, au fil du temps, il devient la principale vitrine de distribution numérique sur laquelle les utilisateurs peuvent également acheter leurs jeux,. Il détient par exemple, en 2009, 70 % du marché de la distribution numérique d'après les estimations de son concurrent de l'époque Stardock. Pour les jeux indépendants, Steam commence à ajouter des titres tiers sur la plate-forme en 2005 : même si Valve prend une part des revenus, cela reste très bénéfique pour les développeurs indépendants puisque les jeux se vendent beaucoup mieux sur Steam que sur un webshop dédié au jeu. Steam Greenlight est lancé 2012, permettant à tout développeur de proposer l'ajout de son jeu sur la plateforme, puis est ensuite remplacé par Steam Direct en 2017,.
Même si Steam reste la plus grande vitrine numérique pour la distribution de jeux sur PC, un certain nombre d'autres vitrines ont ouvert depuis avec, par exemple, Itch.io depuis 2013, qui propose un service plus axé sur le service de jeux indépendants que sur les jeux grand public. Des aides sont notamment fournis aux développeurs afin de les aider à la commercialisation. D'autres plateformes servent davantage de détaillants numériques, donnant des outils au développeur indépendant pour pouvoir accepter et échanger des achats en ligne et distribuer le jeu, comme Humble Bundle, mais laissant sinon le marketing au développeur.
Sur consoles, la distribution d'un jeu indépendant est gérée par le magasin de jeux de la console, une fois que le développeur a été approuvé par le fabricant. On peut citer le Xbox Live Arcade pour la Xbox 360 (Microsoft), le PlayStation Network pour la PlayStation 3 (Sony), le WiiWare pour la Wii, et l'e-Shop pour la 3DS et la Wii U (Nintendo). De même pour les jeux mobiles, la distribution du jeu est gérée par le fournisseur de la boutique d'applications une fois que le développeur a été approuvé pour publier des applications sur ce type d'appareil. Dans les deux cas, tous les aspects du paiement, de l'échange et de la distribution sont gérés au niveau du fabricant/fournisseur de la boutique d'applications qui prend donc une marge substantielle sur le prix du jeu,.

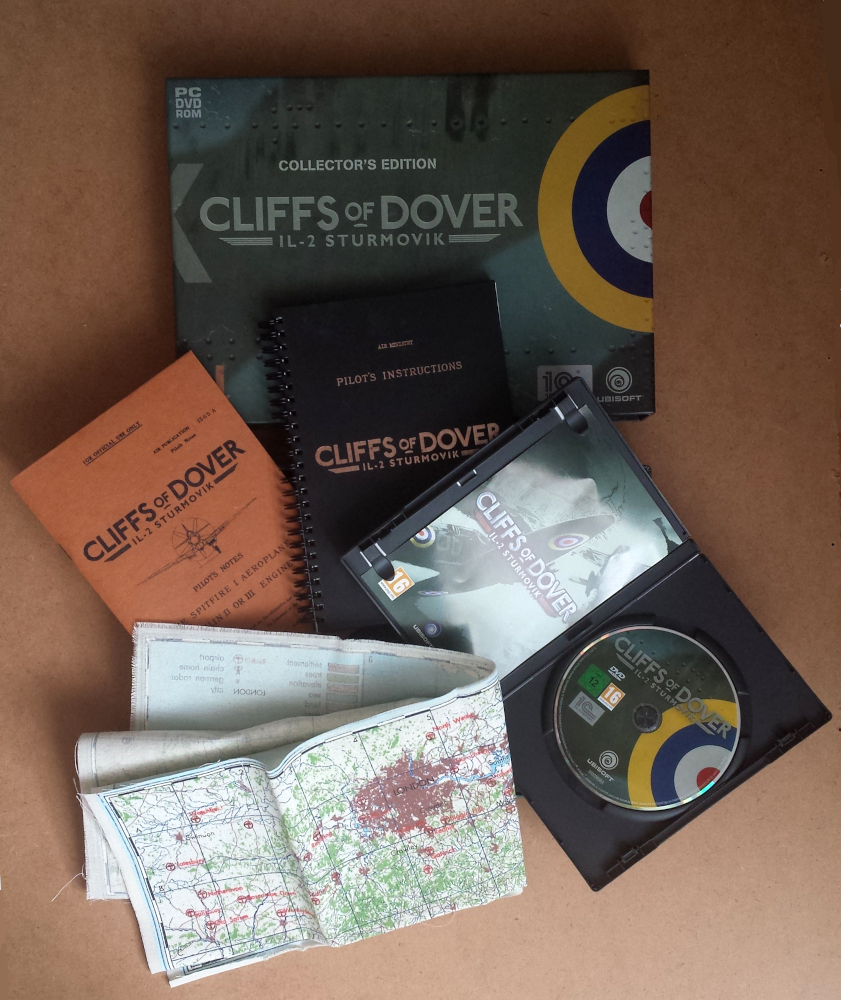
Exemple d'une édition collector avec le jeu AAA IL-2 Sturmovik: Cliffs of Dover (2011).

À partir de la fin des années 2010, la tendance pour certains jeux indépendants les plus populaires devient de diffuser une version physique limitée, typique des versions de jeux sur console. Le distributeur Limited Run Games est formé avec ce but de produire des séries limitées de jeux, le plus souvent des titres indépendants à succès qui ont fait leurs preuves et qui auront donc certainement un marché pour une édition physique. Ces versions sont généralement produites sous forme d'éditions spéciales avec des produits physiques supplémentaires tels qu'un livre d'art, des autocollants ou d'autres petits objets « collector » dans le boîtier du jeu,.
Dans presque tous les cas de distribution numérique, la plate-forme de distribution prend une part des revenus de chaque vente, le reste de la vente revenant au développeur, comme moyen de payer les coûts de maintenance de la vitrine numérique.

## Industrie
La plupart des jeux indépendants ne génèrent pas de revenus significatifs, et seule une poignée réalise de gros bénéfices. De fait, ils sont généralement considérés comme un tremplin professionnel plutôt que comme une opportunité commerciale. Leur réputation leur vaut également de générer un effet Dunning-Kruger : certaines personnes ayant peu d'expérience pensent être capables en début de carrière de créer des jeux à succès, mais il faut souvent accumuler plus de dix ans dans le secteur avant de voir un développeur indépendant rencontrer un succès financier. Pour cette raison, la plupart des acteurs de l'industrie avertissent que les jeux indépendants ne doivent pas être considérés comme une carrière financièrement viable.
La perception de l'industrie envers les jeux indépendants a également changé depuis les années 2010, ce qui rend plus complexe la tactique de développement et de commercialisation de ces titres par rapport aux jeux AAA. En 2008, un développeur pouvait gagner environ 17 % du prix d'un jeu vendu au détail d'un jeu, tandis qu'il obtenait 85 % s'il était vendu numériquement, ce qui a conduit à l'apparition de projets créatifs plus risqués. La fin des années 2010 et le début des années 2020 mettent par ailleurs en évidence l'importance d'attirer des influenceurs des médias sociaux afin de pouvoir aider à promouvoir les jeux indépendants.
La place des jeux indépendants dans l'industrie du jeu vidéo suscite parfois des controverses. La plupart des jeux qui sortent le font dans l'inattention générale, ou bien sont de qualité médiocre, et l'attention des médias mainstream se concentre sur les titres grand public,. Cela peut s'expliquer par manque de moyens ou d'efforts en marketing, même si les jeux indépendants peuvent aussi bénéficier d'une couverture médiatique additionnelle sur certains marchés de niche,,.

What Remains of Edith Finch (2017), malgré son statut de jeu indépendant, est nommé jeu de l'année par la British Academy of Film and Television Arts devant des titres AAA.

La reconnaissance des jeux indépendants par le biais de récompenses professionnelles s'est considérablement renforcée au cours des années. L'Independent Games Festival est ainsi créé en 1998 afin de récompenser le meilleur des jeux indépendants de l'année écoulée et se tient conjointement avec la Game Developers Conference, parallèlement aux Game Developers Choice Awards (GDCA). Cependant, ce n'est qu'en 2010 que les jeux indépendants commencent à être considérés comme éligibles aux grands prix récompensant généralement les jeux à gros budget, la GDCA 2010 distinguant notamment Limbo (2010), Super Meat Boy (2010) et Minecraft (2011) au milieu de titres AAA. Depuis lors, les jeux indépendants sont souvent inclus dans les nominations aux côtés de jeux AAA, avec par exemple What Remains of Edith Finch (2017), Hades (2018), Outer Wilds (2019) et Untitled Goose Game (2019) qui reçoivent même plusieurs prix du meilleur jeu de l'année.

## Communauté
Les développeurs indépendants sont généralement considérés comme une communauté hautement collaborative avec des équipes de développement partageant leurs connaissances entre elles, ou encore fournissant des tests, un support technique et des commentaires. En effet, les développeurs indépendants ne sont généralement pas en concurrence directe les uns avec les autres une fois qu'ils ont obtenu un financement pour leur projet. Ils ont également tendance à s'ouvrir à leur communauté de joueurs cibles, en utilisant les tests bêta et l'accès anticipé pour obtenir des commentaires, et en engageant régulièrement les utilisateurs via des pages vitrines et des canaux de communication privilégiés pour interagir directement tels que Discord,.

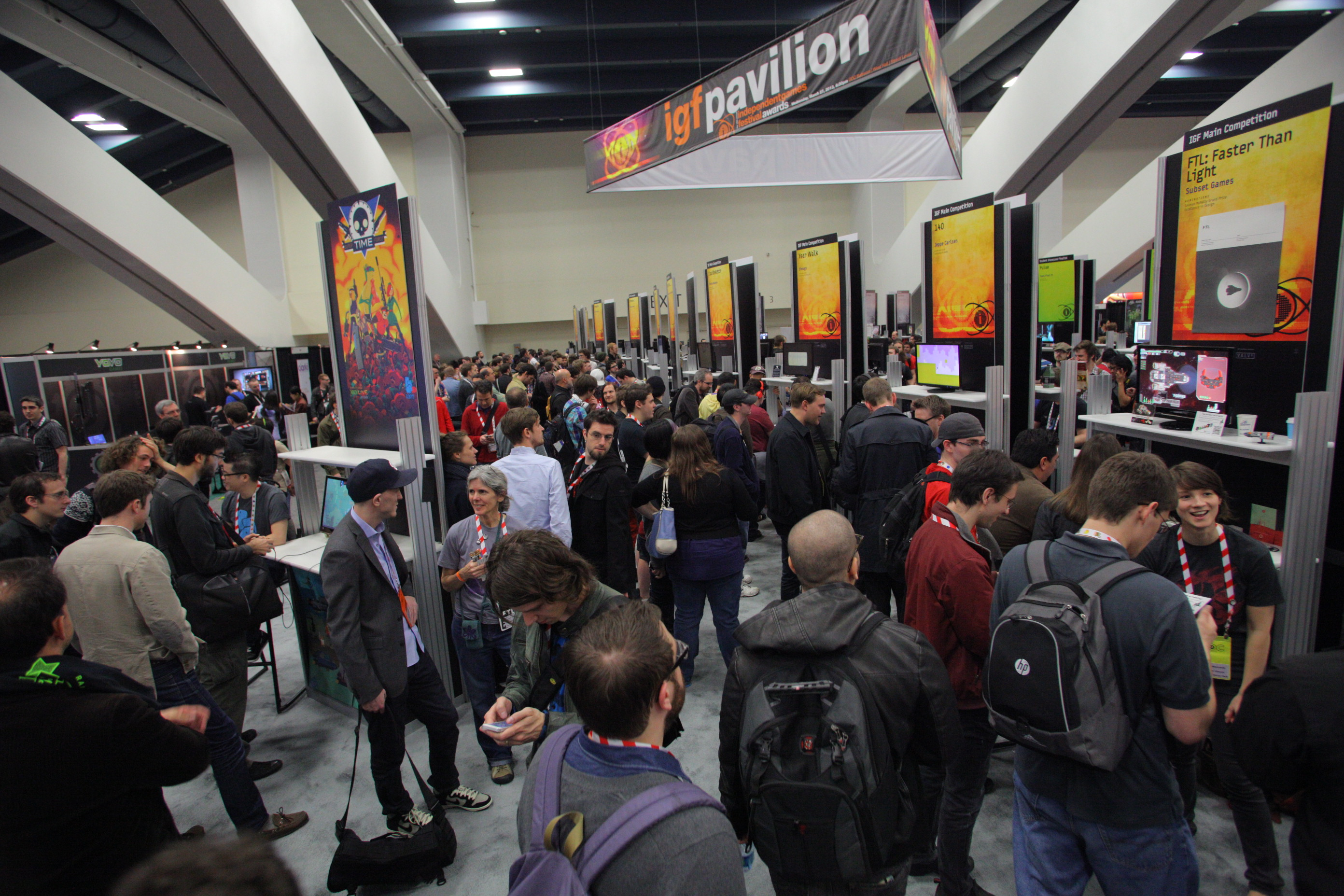
L'exposition Independent Games Festival lors de la Game Developers Conference 2013 à San Francisco, en Californie, où les développeurs indépendants peuvent présenter leurs jeux aux participants.

Les développeurs de jeux indépendants peuvent être impliqués dans divers salons professionnels de jeux indépendants tels que l'Independent Games Festival, organisé parallèlement à la Game Developers Conference, et IndieCade, organisé avant la convention annuelle de l'E3,. L'Indie Megabooth est créé en 2012 en tant que grande vitrine lors de divers salons professionnels pour permettre aux développeurs indépendants de montrer leurs titres. Ces événements servent d'intermédiaires entre les développeurs indépendants et l'industrie au sens large, car ils permettent de se connecter avec une plus large communauté de développeurs ou d'éditeurs pour des opportunités commerciales, ainsi que de se faire connaître de la presse afin d'assurer la promotion de leurs jeux même avant leur sortie.
Les game jams, y compris le Ludum Dare, le Nordic Game Jam et le Global Game Jam, sont généralement des compétitions annuelles au cours desquelles les développeurs de jeux reçoivent un thème, un concept et/ou des exigences spécifiques pour proposer un prototype de jeux dans un temps limité de quelques jours. Celui-ci est ensuite soumis à l'examen et au vote des juges, avec la possibilité de gagner de petits prix en espèces,,,. Les entreprises peuvent également avoir des jams de jeu internes comme moyen de soulager le stress représenté par le fait de devoir générer des idées pour de futurs jeux, ce qui est notamment le cas pour Double Fine et ses Amnesia Fortnights. La structure de ces jams peut influencer si les jeux finaux sont plus expérimentaux ou sérieux, et s'ils doivent être plus ludiques ou plus expressifs. Alors que de nombreux prototypes de game jam ne vont pas plus loin, certains développeurs décident ensuite d'étendre le prototype à une version complète, tels que Superhot, Super Time Force, Gods Will Be Watching, Surgeon Simulator, Goat Simulator ou Celeste.

## Impact et popularité

### Influence sur des genres de jeux vidéo

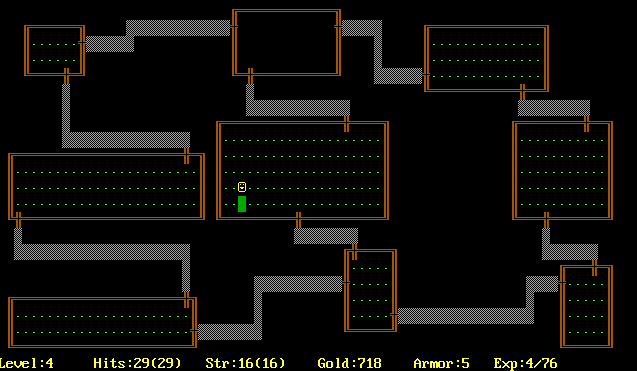
Rogue (1980, ici une recréation artistique) popularise le genre auquel il a donné son nom, mais ce sont des jeux indépendants qui permettent son essor dans les années 2010.

Les jeux indépendants sont reconnus pour avoir contribué à générer ou à revitaliser certains genres, en apportant de nouvelles idées aux concepts de gameplay stagnants ou en créant de toutes nouvelles expériences.
L'expansion des  roguelikes, depuis les jeux de hack 'n' slash  reposant sur des tuiles encodées en ASCII jusqu'à une grande variété de « rogue-lite » qui maintiennent la génération procédurale roguelike et les fonctionnalités de mort permanente, est directement imputable à des jeux indépendants tels que Strange Adventures in Infinite Space (2002), Spelunky (2008), The Binding of Isaac (2011), FTL: Faster Than Light (2012) et Rogue Legacy (2012),.
Les jeux dits sandbox gagnent aussi en popularité grâce aux succès de Minecraft et Terraria, tous deux sortis en 2011 et qui demeurent, plus d'une décennie après leur sortie, les jeux vidéo indépendants les plus vendus de l'Histoire. C'est également le cas des jeux de survie, dont la popularité a été décuplée après les sorties de Don't Starve (2013) ou de The Forest (2018). Le metroidvania refait quant à lui surface après les sorties de Cave Story (2004) et Shadow Complex (2009),.
Les art games attirent aussi l'attention des développeurs depuis de premiers titres indépendants tels que Samorost (2003) et The Endless Forest (2005),.

### Jeux indépendants dépassant le million de copies vendues
| Jeu                                | Genre                                    | - Ventes - (millions) | Année de sortie | Développeur                              | Éditeur                                                 | Notes |
| ---------------------------------- | ---------------------------------------- | --------------------- | --------------- | ---------------------------------------- | ------------------------------------------------------- | --- |
| Minecraft                          | Jeu de survie, Sandbox                   | 200                   | 2011            | Mojang                                   | Mojang                                                  | 60 millions en octobre 2014 au moment du rachat de Mojang par Microsoft. Minecraft a depuis dépassé les 200 millions de copies vendues en mai 2020.                              |
| Terraria                           | Action-aventure, platformer              | 35                    | 2011            | Re-Logic                                 | Re-Logic, 505 Games                                     | En mars 2021. |
| Human: Fall Flat                   | Sandbox                                  | 30                    | 2016            | No Brakes Games                          | Curve Digital                                           | En juillet 2021. |
| Castle Crashers                    | BTA                                      | 20                    | 2008            | The Behemoth                             | The Behemoth                                            | En août 2019. |
| Garry's Mod                        | Sandbox                                  | 20                    | 2006            | Facepunch Studios                        | Valve                                                   | En septembre 2021. |
| Stardew Valley                     | Simulation                               | 15                    | 2016            | ConcernedApe                             | ConcernedApe, Chucklefish                               | En septembre 2021. |
| Fall Guys                          | Platformer, jeu de course                | 11                    | 2020            | Mediatonic                               | Devolver Digital                                        | En décembre 2020. Seulement les ventes sur PC et non les consoles. |
| Rocket League                      | Jeu de sport                             | 10,5                  | 2015            | Psyonix                                  | Psyonix                                                 | En avril 2017, et sans compter les copies gratuites données avec le PlayStation Plus. En 2019, Psyonix est racheté par Epic Games qui transforme le jeu en free to play en 2020. |
| Rust                               | Jeu de survie, FPS                       | 9                     | 2018            | Facepunch Studios                        | Facepunch Studios                                       | En décembre 2019. |
| Valheim                            | Jeu de survie, Sandbox                   | 8                     | 2021            | Iron Gate Studios                        | Coffee Stain Publishing                                 | En août 2021, toujours en accès anticipé. |
| Cuphead                            | Shoot them up                            | 6                     | 2017            | Studio MDHR                              | Studio MDHR                                             | En juillet 2020. |
| Subnautica                         | Jeu de survie, Survival horror           | 5,2                   | 2018            | Unknown Worlds Entertainment             | Unknown Worlds Entertainment                            | En janvier 2020, sans compter les copies gratuites offertes. |
| The Binding of Isaac               | Roguelike                                | 5                     | 2011            | Edmund McMillen/Nicalis                  | Edmund McMillen/Nicalis                                 | Inclus également la version Flash (vendues 3 millions de fois en juillet 2014) et The Binding of Isaac: Rebirth.                                                                 |
| Papers, Please                     | Simulation                               | 5                     | 2013            | 3909 LLC                                 | 3909 LLC                                                | En août 2023. |
| Slime Rancher                      | Simulation de vie                        | 5                     | 2017            | Monomi Park                              | Monomi Park                                             | En janvier 2022. |
| Beat Saber                         | Jeu de rythme                            | 4                     | 2019            | Beat Games                               | Beat Games                                              | En février 2021. |
| Hotline Miami                      | Shoot them up                            | 4                     | 2012            | Dennaton Games                           | Devolver Digital                                        | En avril 2023, uniquement avec les ventes de la version Steam. |
| Risk of Rain 2                     | Roguelike                                | 4                     | 2020            | Hopoo Games                              | Gearbox Publishing                                      | En mars 2021, uniquement les ventes de la version Steam. |
| Dead Cells                         | Roguelike, Metroidvania                  | 3,5                   | 2018            | Motion Twin                              | Motion Twin                                             | En novembre 2020. |
| Factorio                           | Jeu de gestion                           | 3,5                   | 2020            | Wube Software                            | Wube Software                                           | En décembre 2022, avec les ventes en accès anticipé depuis février 2016. |
| Among Us                           | Jeu de déduction sociale                 | 3,2                   | 2018            | Innersloth                               | Innersloth                                              | En décembre 2020, avec uniquement les ventes sur Nintendo Switch version. Le jeu est vendu sur d'autres plate-formes mais est aussi gratuit sur mobile.                          |
| Bastion                            | ARPG                                     | 3                     | 2011            | Supergiant Games                         | Warner Bros. Interactive Entertainment/Supergiant Games | En janvier 2015. |
| Deep Rock Galactic                 | Jeu de rythme                            | 3                     | 2020            | Ghost Ship Games                         | Coffee Stain Publishing                                 | En novembre 2021. |
| Enter the Gungeon                  | Roguelike, Shoot them up                 | 3                     | 2016            | Dodge Roll                               | Devolver Digital                                        | En janvier 2020. |
| Limbo                              | Horreur, Platformer                      | 3                     | 2010            | Playdead                                 | Playdead                                                | En June 2013. |
| Risk of Rain                       | Roguelike                                | 3                     | 2013            | Hopoo Games                              | Chucklefish                                             | En avril 2019. |
| Hollow Knight                      | Metroidvania                             | 2,8                   | 2017            | Team Cherry                              | Team Cherry                                             | En février 2019. |
| Shovel Knight                      | Platformer                               | 2,6                   | 2014            | Yacht Club Games                         | Yacht Club Games                                        | En septembre 2019. |
| Goat Simulator                     | Simulation                               | 2,5                   | 2014            | Coffee Stain Studios                     | Coffee Stain Studios                                    | En janvier 2015. |
| Darkest Dungeon                    | Dungeon crawler                          | 2                     | 2016            | Red Hook Studios                         | Red Hook Studios                                        | En avril 2020. |
| Super Meat Boy                     | Platformer                               | 2                     | 2010            | Team Meat                                | Team Meat                                               | En avril 2014. |
| BattleBit Remastered               | FPS                                      | 1,8                   | 2023            | SgtOkiDoki, Vilaskis, and TheLiquidHorse | SgtOkiDoki                                              | En juillet 2023. |
| Dyson Sphere Program               | Jeu de gestion                           | 1,7                   | 2021            | Youthcat Studio                          | Gamera Game                                             | En septembre 2021, toujours en accès anticipé. |
| Slay the Spire                     | RPG, Roguelike                           | 1,5                   | 2017            | MegaCrit                                 | Humble Bundle                                           | En mars 2019. |
| Superbrothers: Sword & Sworcery EP | Art game, Aventure                       | 1,5                   | 2011            | Superbrothers, Capybara Games            | Capybara Games                                          | En juillet 2013. |
| Amnesia: The Dark Descent          | Horreur                                  | 1,4                   | 2010            | Frictional Games                         | Frictional Games                                        | En septembre 2012. |
| Magicka                            | Action-aventure                          | 1,3                   | 2011            | Arrowhead Game Studios                   | Paradox Interactive                                     | En janvier 2012. |
| Satisfactory                       | Jeu de gestion, Sandbox                  | 1,3                   | 2019            | Coffee Stain Studios                     | Coffee Stain Publishing                                 | En juillet 2020, toujours en accès anticipé. |
| Celeste                            | Platformer                               | 1                     | 2018            | Extremely OK Games                       | Extremely OK Games                                      | En mars 2020. |
| Cult of the Lamb                   | Action-aventure, Roguelike               | 1                     | 2022            | Massive Monster                          | Devolver Digital                                        | En août 2022. |
| Dust: An Elysian Tail              | ARPG, beat them all                      | 1                     | 2012            | Humble Hearts                            | Microsoft Studios                                       | En mars 2014. |
| Fez                                | Platformer                               | 1                     | 2012            | Polytron                                 | Trapdoor                                                | En janvier 2014. |
| Firewatch                          | Jeu d'aventure                           | 1                     | 2016            | Campo Santo                              | Panic Inc.                                              | En janvier 2017. |
| Gris                               | Platformer                               | 1                     | 2018            | Nomada Studio                            | Devolver Digital                                        | En avril 2020. |
| Hades                              | Roguelike, ARPG                          | 1                     | 2020            | Supergiant Games                         | Supergiant Games                                        | En septembre 2020. Inclus 700 000 ventes pendant l'accès anticipé. |
| Inscryption                        | Jeu de deck-building, Roguelike, Horreur | 1                     | 2021            | Daniel Mullins Games                     | Devolver Digital                                        | En janvier 2022. |
| Loop Hero                          | Roguelike, RPG                           | 1                     | 2021            | Four Quarters                            | Devolver Digital                                        | En décembre 2021. |
| Spiritfarer                        | Sandbox                                  | 1                     | 2020            | Thunder Lotus Games                      | Thunder Lotus Games                                     | En décembre 2021. |
| Skul: The Hero Slayer              | Platformer, Roguelike                    | 1                     | 2021            | SouthPAW Games                           | NEOWIZ                                                  | En janvier 2022. |
| Thomas Was Alone                   | Platformer                               | 1                     | 2012            | Mike Bithell                             | Mike Bithell                                            | En avril 2014. |
| Transistor                         | ARPG                                     | 1                     | 2014            | Supergiant Games                         | Supergiant Games                                        | En décembre 2015. |
| Undertale                          | RPG                                      | 1                     | 2015            | Toby Fox                                 | Toby Fox                                                | En octobre 2018. |
| Untitled Goose Game                | Simulation                               | 1                     | 2019            | House House                              | Panic Inc.                                              | En décembre 2019. |